# Edward Rydz-Śmigły
Edward Śmigły-Rydz, także: Edward Rydz-Śmigły, Edward Rydz, ps. „Śmigły”, „Tarłowski”, „Adam Zawisza” (ur. 11 marca 1886 w Brzeżanach, zm. 2 grudnia 1941 w Warszawie) – polski wojskowy, polityk, marszałek Polski, generalny inspektor Sił Zbrojnych, Naczelny Wódz Polskich Sił Zbrojnych w wojnie obronnej Polski w 1939, formalnie przez 17 dni „następca prezydenta Rzeczypospolitej na wypadek opróżnienia się urzędu przed zawarciem pokoju”.
Rozpoczął karierę jako dowódca III batalionu Legionów Polskich. Gdy Józef Piłsudski i Kazimierz Sosnkowski zostali uwięzieni w Magdeburgu, objął kierownictwo Polskiej Organizacji Wojskowej (POW). W czasie wojny polsko-bolszewickiej, w stopniu generała porucznika dowodził m.in. 3 i 2 Armią. W 1935 po śmierci Piłsudskiego, został mianowany przez prezydenta Ignacego Mościckiego generalnym inspektorem Sił Zbrojnych, a w następnym roku w kontrowersyjnych okolicznościach mianowany marszałkiem Polski.
1 września 1939, w pierwszym dniu kampanii wrześniowej, Ignacy Mościcki mianował go Wodzem Naczelnym. Dzień po agresji ZSRR na Polskę przekroczył wraz ze Sztabem Naczelnego Wodza granicę Rumunii, gdzie został internowany. W październiku 1941 wrócił potajemnie poprzez Węgry do okupowanej Polski, gdzie przebywał w konspiracji do śmierci w grudniu tego samego roku.

## Życiorys

### Młodość
Urodził się w Brzeżanach, ówczesnym mieście powiatowym Królestwa Galicji i Lodomerii. Jego ojcem był Tomasz Rydz – urodzony w okolicach Wieliczki syn kowala, plutonowy 7 galicyjskiego pułku ułanów, a później wachmistrz policji. Jego matką była natomiast Maria z domu Babiak – córka miejscowego listonosza, a później policjanta. Rodzice pobrali się w 1888 r., czyli dopiero 2 lata po urodzinach syna, a powodem tego opóźnienia były prawdopodobnie problemy finansowe przezwyciężone po awansie ojca na plutonowego .
Jak podaje Ryszard Mirowicz, na przestrzeni lat pojawiało się wiele domysłów dotyczących statusu rodziny Rydzów – mieli być oni przedstawicielami zubożałej szlachty lub też pochodzić z chłopstwa . Sam najbardziej zainteresowany nigdy nie zabrał głosu w tej sprawie. Tomasz Rydz zmarł, gdy Edward miał 2 lata, a matka umarła (pochowana na cmentarzu miejskim w Brzeżanach), gdy chłopiec liczył sobie 10 lat. Zaopiekował się nim dziadek, Jan Babiak (który był człowiekiem ubogim, pracującym jako robotnik w rzeźni i dozorca). Nieco później dzieckiem zaopiekowali się Uranowiczowie, rodzina inteligencka. Dzięki ich wsparciu, Edward mógł pójść do szkoły.
Uczęszczał do C.K. Wyższego Gimnazjum w Brzeżanach, gdzie jako Edward Rydz w 1899 ukończył IIa klasę, w 1900 – IIIa, w 1902 – Va, w 1905 zdał maturę. Jego najbliższymi kolegami szkolnymi byli Edmund Uranowicz i Alfred Biłyk. W tym czasie zainteresował się myślą społeczną i polityczną. W jego ręce trafiły m.in. pisma Wincentego Lutosławskiego i Bolesława Limanowskiego. Dał się również poznać jako utalentowany rysownik, szkicujący przede wszystkim pejzaże, ale także np. karykatury. Pod koniec nauki w gimnazjum wstąpił do socjalistycznej organizacji młodzieżowej „Promień”. Później znalazł się w „Odrodzeniu”. Była to organizacja niepodległościowa, przeprowadzająca nawet ćwiczenia wojskowe. Brał w nich udział także młody Edward Rydz.

### Początki działalności niepodległościowej
Po ukończeniu gimnazjum i zdaniu matury, rozpoczął studia w Akademii Sztuk Pięknych w Krakowie. Jego opiekunem artystycznym był początkowo Leon Wyczółkowski, a później Teodor Axentowicz. Rydz rozwijał swój talent, korzystając z finansowego wsparcia burmistrza Brzeżan, Stanisława Schätzla (w latach 1908–1909 na fasadzie tamtejszego kościoła ormiańskiego namalował fresk z wyobrażeniem Matki Boskiej). W 1907 r. uczestniczył w akcji propagandowej mającej zachęcić chłopów do głosowania na ludowców w wyborach do państwowych organów przedstawicielskich. W 1908 r. wstąpił do Związku Walki Czynnej (ZWC). W tym czasie zdecydował o poświęceniu kariery artystycznej na rzecz działalności politycznej. Z tego powodu przerwał studia na ASP i przeniósł się na Wydział Filozoficzny Uniwersytetu Jagiellońskiego. W ZWC zetknął się z ideologią piłsudczykowską i takimi postaciami jak Walery Sławek, Aleksander Prystor czy Kazimierz Sosnkowski. W latach 1910–1911 odbył obowiązkową jednoroczną służbę wojskową w c. i k. 4 Dolnoaustriackim Pułku Piechoty Wielkiego Mistrza Zakonu Krzyżackiego w Wiedniu. Po zakończeniu służby został mianowany aspirantem oficerskim (niem. Fähnrich). Rydz przykładał się do służby w austriackim wojsku, ponieważ uważał, że wiedza zdobyta w tym okresie może zostać wykorzystana podczas przyszłej walki o niepodległość Polski.
Podczas działalności w ZWC posługiwał się pseudonimem „Śmigły”. W 1912 r. ukończył niższy, a następnie wyższy kurs oficerski Związku Strzeleckiego „Strzelec”. Był pierwszym komendantem Oddziału Związku Strzeleckiego w Brzeżanach, a później komendantem kursu strzeleckiego w Krakowie (lata 1912–1913). W 1913 wrócił do przerwanych studiów na ASP (pod kierunkiem prof. Józefa Pankiewicza), które kończył rok później. W 1913 r. został mianowany komendantem Okręgu Związku Strzeleckiego we Lwowie. Był także redaktorem odpowiedzialnym miesięcznika „Strzelec” (swe artykuły podpisywał pseudonimem „Śmigły”). W tym czasie Rydz był już osobą wysoko cenioną przez Józefa Piłsudskiego .

### I wojna światowa

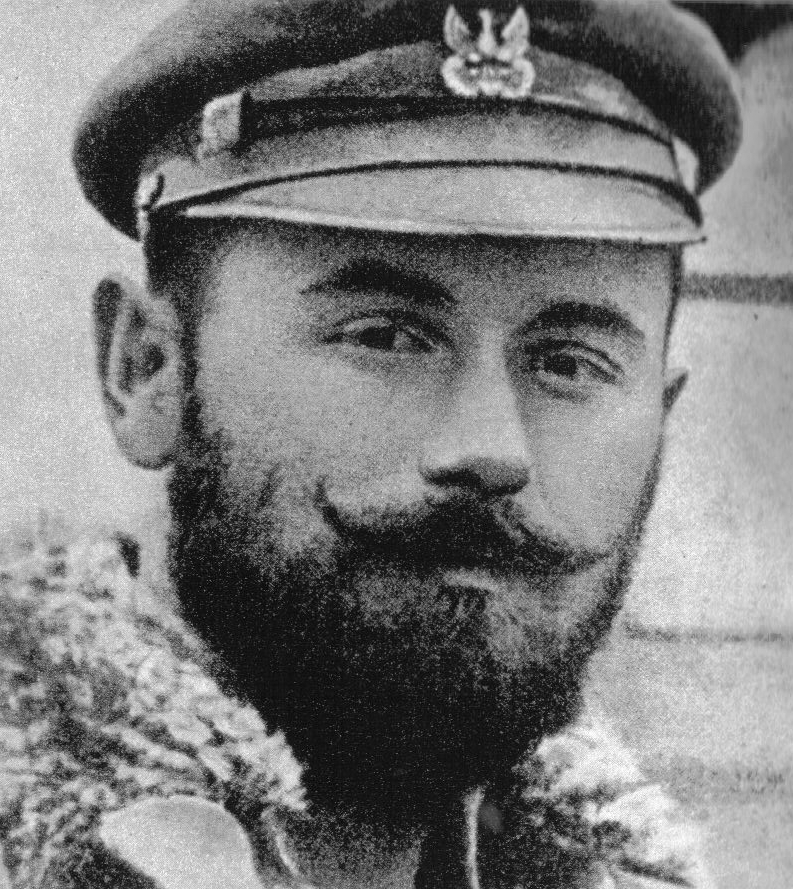
Major Edward Rydz ok. 1914 r.

W lipcu 1914 r. Edward Rydz ps. „Śmigły” został zmobilizowany do armii Austro-Węgier i przydzielony do 55 pułku piechoty w Brzeżanach. Wkrótce potem został jednak wyreklamowany przez Piłsudskiego i 13 sierpnia objął dowództwo III batalionu Legionów Polskich. Oddziały będące pod jego komendą brały udział w zajęciu Kielc. Piłsudski liczył wówczas na wywołanie antyrosyjskiego powstania, co się jednak nie udało. Rydz brał udział w tworzeniu pierwszej służby wywiadowczej – Komendy Wywiadów Bliskich. Po opuszczeniu Kielc, oddział dowodzony przez niego zajął Nowy Korczyn. Później stoczył kilka mniejszych bitew. 9 października 1914 r. Rydz ps. „Śmigły” został majorem. III batalion wyróżnił się podczas bitew pod Anielinem i Łowczówkiem (październik i grudzień 1914). 18 grudnia 1914 został dowódcą 1 pułku piechoty. Gdy konflikt zmienił się w wojnę pozycyjną, I Brygada okopała się niedaleko Pińczowa. Tam żołnierze dla zabicia czasu m.in. grali w piłkę nożną. Sportem tym zainteresował się również Rydz. Zdeklarowanym kibicem piłkarskim był do końca życia .

Po rozpoczęciu ofensywy przez wojska austro-węgierskie i niemieckie w maju 1915, oddział dowodzony przez „Śmigłego” brał udział w walkach pod Konarami. Zdaniem Piłsudskiego radził sobie doskonale, realizując powierzone mu zadania: 

Major Rydz ps. „Śmigły”, wziąwszy na siebie zadanie, najczęściej nieodpowiadające ani jego stopniowi, ani zdolnościom nie tylko sam wytrwał na stanowisku, niezwykle przykrym pod względem moralnym, lecz złożył w bojach o lasek kozieniecki nowe dowody niezwykłego męstwa i spokoju przy największym niebezpieczeństwie. Majorowi przede wszystkim przypisuję, że III batalion nie ugiął się przy spełnianiu zadania, przewyższającego znacznie siły moralne przeciętnego żołnierza…

3 czerwca 1915 roku został mianowany podpułkownikiem. Jesienią tego roku wojska niemieckie i austro-węgierskie, ścigając wycofujących się na północ Rosjan, rozpoczęły tzw. kampanię wołyńską. Z powodu konfliktu, jaki wywiązał się pomiędzy Piłsudskim a dowództwem Legionów, Rydz „Śmigły” objął dowództwo nad częścią I Brygady, stacjonującą pomiędzy Trojanówką a Kostiuchnówką. Po ponownym objęciu dowództwa przez Piłsudskiego, I Brygada trafiła do Legionowa, gdzie spędziła zimę 1915/1916. Po rozpoczęciu tzw. ofensywy Brusiłowa w lipcu 1916, I i III Brygada zostały zmuszone do odwrotu pod Kostiuchnówką. Polacy byli stopniowo wycofywani i przesuwani na kolejne miejsca stacjonowania. Ostatecznie trafili do Baranowicz. W tym czasie zaostrzył się konflikt pomiędzy Piłsudskim a Komendą Legionów. Austriacy nie zgadzali się na spolszczenie dowództwa Polskiego Korpusu Posiłkowego (na który przemianowano Legiony). Wobec tego Piłsudski złożył dymisję. Podobnie postąpił Rydz, prosząc o zwolnienie ze służby w Korpusie i przeniesienie do armii austriackiej. Po ogłoszeniu aktu 5 listopada wydawało się, że żołnierze wrócą do służby, jednak 12 lipca 1917 r. pułk Rydza odmówił złożenia przysięgi wierności władzom niemieckim (było to częścią tzw. kryzysu przysięgowego). Sam dowódca został zwolniony, bez prawa noszenia munduru. Następnie wyjechał do Krakowa. W tym czasie władze planowały przymusowe wcielenie go do armii austriackiej, ale ciężko zachorował, a po wyzdrowieniu symulował chorobę, aby nie trafić do wojska .

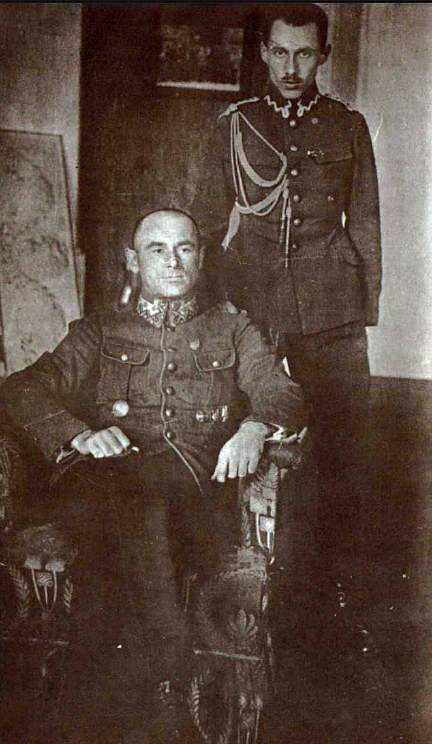
Z Bogusławem Miedzińskim w Lublinie (1917)

Gdy Piłsudski i Sosnkowski zostali uwięzieni w Magdeburgu, Edward Rydz, ps. „Śmigły”, objął kierownictwo Polskiej Organizacji Wojskowej (POW). Przeniósł on siedzibę sztabu organizacji do Krakowa i rozszerzył jej działalność również na Galicję. Dokonał także reorganizacji struktur POW. Dążył do jak najmocniejszego zakonspirowania jej komórek, które – zgodnie z planami – miały w przyszłości prowadzić walkę zbrojną z zaborcami. Musiał przy tym polegać na własnym rozeznaniu politycznym i wojskowym, ponieważ Piłsudski przed aresztowaniem nie zdążył udzielić jakichkolwiek wskazówek co do pożądanego kierunku rozwoju POW. Rydz „Śmigły” doprowadził do nawiązania kontaktów z Polakami służącymi w armii rosyjskiej, a także z II Brygadą Józefa Hallera, która przedarła się za Dniestr, odmawiając posłuszeństwa Austro-Węgrom. W tym czasie przegrana państw centralnych była już oczywista. Z tego względu wraz z Michałem Sokolnickim, Andrzejem Strugiem, Józefem Beckiem i Bolesławem Wieniawą-Długoszowskim, Rydz udał się na Ukrainę i Białoruś. Tam próbował rozpocząć tworzenie nowego wojska polskiego w porozumieniu z gen. Hallerem. Armii nie udało się powołać, ale zasygnalizowano Entencie, że poza Komitetem Narodowym Polskim (zdominowanym przez endecję), istnieje również silny obóz piłsudczykowski. Po powrocie ze wschodu Rydz udał się do Warszawy. Tam zaproponowano mu – w zastępstwie przebywającego wciąż w Magdeburgu Piłsudskiego – objęcie stanowiska ministra wojny w zależnym od Rady Regencyjnej rządzie Józefa Świeżyńskiego. Rozmowy w tej sprawie zakończyły się jednak fiaskiem – Edward Rydz nie doszedł do porozumienia z endekami. Na 1 listopada 1918 r. zarządził mobilizację POW, jednocześnie proponując powołanie niezależnego od Rady Regencyjnej, republikańsko-demokratycznego rządu z siedzibą w Lublinie . 3 listopada Rydz trafił do tego miasta. Tam o planowanym przejęciu władzy dowiedział się pełnomocnik Rady Regencyjnej, Juliusz Zdanowski. Zaproponował on porozumienie, na mocy którego Rydz został dowódcą wojsk polskich na terenach byłej okupacji austriackiej. Nie zarzucił jednak wcześniejszych planów. 5 listopada przybyły z Warszawy szef Sztabu Generalnego gen. Tadeusz Rozwadowski zdecydował, że Rydz obejmie dowództwo nad utworzoną z członków POW brygadą kresową, którą planowano wysłać do walk z Ukraińcami niedaleko Hrubieszowa. Jednak w nocy z 6 na 7 listopada powstał Tymczasowy Rząd Ludowy Republiki Polskiej, na czele którego stanął Ignacy Daszyński. Rydz, w zastępstwie Józefa Piłsudskiego, dostał w nim tekę ministra wojny . Zarządził rozwiązanie POW na terenie byłej okupacji austriackiej i podporządkowanie jej członków ministerstwu. 10 listopada do Warszawy wrócił z internowania Józef Piłsudski. Rydz wysłał do niego swego doradcę, Bogusława Miedzińskiego. Ku jego zdziwieniu, Piłsudski nieprzychylnie wypowiedział się o powstaniu rządu ludowego, a nawet powątpiewał w lojalność Rydza. Ten ostatni przyjechał następnego dnia do Warszawy. Komendant potraktował go bardzo formalnie, mianując dowódcą Okręgu Generalnego w Lublinie i rozkazując powrót do tego miasta. Przedtem jednak Piłsudski zażądał od Daszyńskiego rozwiązania rządu, w czym poparł go Rydz. Rząd ludowy rozwiązał się.
Rząd lubelski mianował płk. Rydza na stopień generała porucznika, zaś Naczelny Dowódca WP Józef Piłsudski, powołując go w dniu 16 listopada na stanowisko dowódcy Okręgu Generalnego Nr II w Lublinie nie uznał tego awansu. Na stopień generała podporucznika Rydz został mianowany dopiero dekretem z 21 listopada 1918 r. W dniu 22 grudnia 1918 r. Piłsudski powołał go na stanowisko dowódcy Okręgu Generalnego Nr I w Warszawie.
W 1918 roku podczas wizyty w Kijowie (w celu włączenia miejscowych organizacji do POW) spotkał się z przyszłą partnerką życiową, Martą Thomas (ur. 1895 r. w Żytomierzu), wówczas żoną ziemianina i oficera carskiego Michała Zaleskiego, właściciela majątku Sandraki k. Kumanowic na Podolu. Była ona kurierką miejscowej Organizacji Werbunkowo-Agitacyjnej. Po jej przyjeździe do Warszawy, Edward Rydz w 1920 r. wystąpił o jej odznaczenie Krzyżem Walecznych za zasługi dla ojczyzny. W powszechnym przekonaniu oboje uchodzili za małżeństwo, choć nie ma żadnej informacji, aby Marta otrzymała rozwód i poślubiła Edwarda.
W 1920 r., po wejściu w życie ustawy umożliwiającej uzupełnienie nazwiska o pseudonim przybrany podczas służby wojskowej, Edward Rydz, który od roku 1912 używał też pseudonimu „Śmigły”, zmienił nazwisko na „Rydz-Śmigły”, a następnie około 1936 r. zmienił szyk słów na „Śmigły-Rydz”.

### Dwudziestolecie międzywojenne

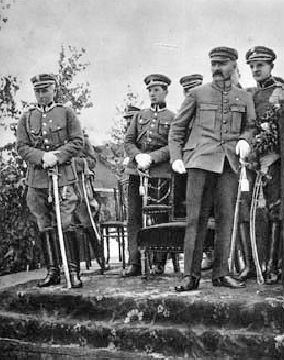
Edward Rydz-Śmigły, Bolesław Wieniawa-Długoszowski i Józef Piłsudski w Wilnie w 1919

Na przełomie stycznia i lutego 1919 r. Rydz ps. „Śmigły” objął dowództwo nad Grupą Operacyjną „Kowel”. Miała ona bronić odcinka Hrubieszów – Włodzimierz Wołyński – Stochód – Maniewicze przed wojskami Ukrainy Naddnieprzańskiej. Dowódca przyjął taktykę działań manewrowych, w wyniku których udało mu się zająć Włodzimierz i Kowel. Na Wołyniu Rydz działał do kwietnia 1919 r. Później został przesunięty przez Piłsudskiego na Wileńszczyznę, gdzie trwały walki armii polskiej z siłami litewskimi i radzieckimi. Tam objął dowództwo nad 3 batalionem 1 Pułku Piechoty Legionów i dwiema bateriami artylerii. Do Wilna dotarły one w nocy z 20 na 21 kwietnia. Tam został mianowany głównodowodzącym walk o miasto. Wojskom polskim udało się opanować je, jak również Nowogródek i Baranowicze. 27 kwietnia Rydz został jednak podporządkowany generałowi Stanisławowi Szeptyckiemu, który kierował działaniami na całym froncie litewsko-białoruskim. 30 kwietnia wojska radzieckie próbowały przełamać polską obronę Wilna, ale tej udało się wytrzymać i przejść do natarcia. 1 maja udało się zająć Pikieliszki, a następnego dnia Mejszagołę i Korwie. W następnych dniach wojska pod dowództwem Rydza-Śmigłego kontynuowały ofensywę, opanowując kolejne miejscowości. W połowie sierpnia 1919 r. grupa ta dokonała uderzenia w kierunku Połocka, odrzucając żołnierzy radzieckich za Dźwinę. Później nastąpiło kilka miesięcy walki pozycyjnej. 30 grudnia zawarto porozumienie z Łotyszami, z którymi ustalono podjęcie wspólnych działań zaczepnych wobec Armii Czerwonej. Dowódcą operacji, która otrzymała kryptonim „Zima”, został generał Rydz.
1 stycznia 1920 r. Józef Piłsudski, jako Naczelny Wódz, mianował go członkiem Kapituły tymczasowej orderu „Virtuti Militari” i nadał mu Krzyż Srebrny tego orderu.
3 stycznia 1920 r. sprzymierzone siły polsko-łotewskie uderzyły na Dyneburg z kilku stron jednocześnie. Operacja zakończyła się sukcesem. 21 lutego miała miejsce defilada wojsk polskich w Dyneburgu. Pod koniec marca wycofały się one do Baranowicz. Za sprawne przeprowadzenie operacji „Zima”, Rydz ps. „Śmigły” został odznaczony Krzyżem Komandorskim Orderu „Virtuti Militari”.

#### Wojna polsko-bolszewicka

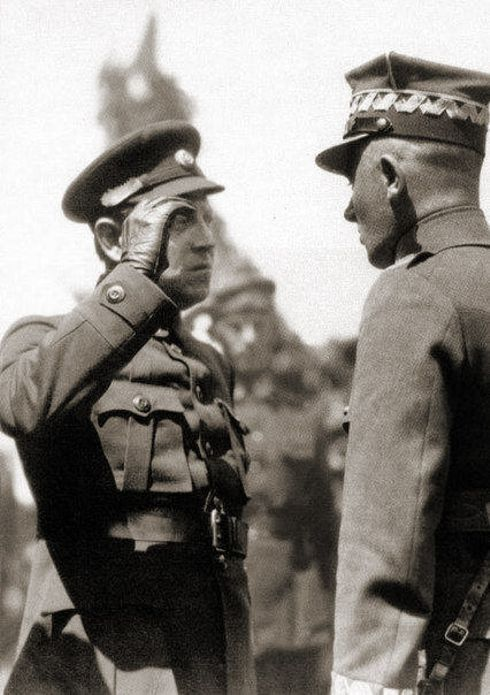
Symon Petlura wita Edwarda Rydza-Śmigłego na dworcu kolejowym w Kijowie; Wyprawa kijowska, maj 1920 r.

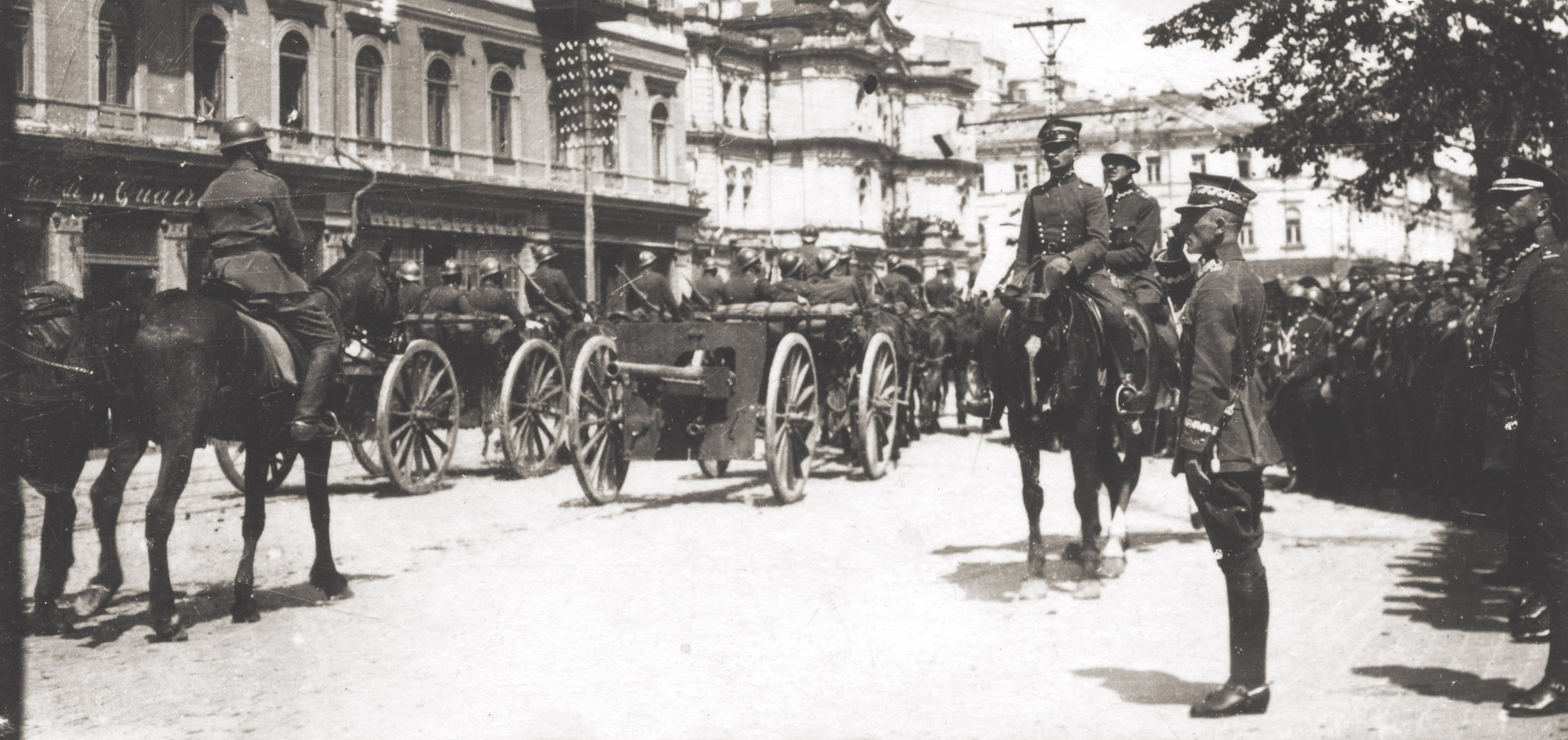
Edward Rydz-Śmigły odbiera defiladę Wojska Polskiego i armii URL. Kijów, Chreszczatyk, 9 maja 1920

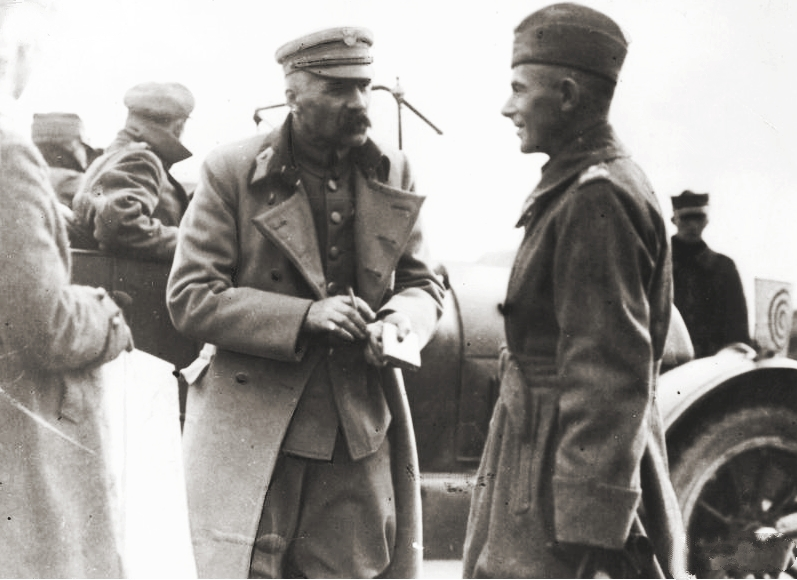
Józef Piłsudski i Edward Rydz-Śmigły podczas wojny polsko-bolszewickiej

Podczas ofensywy wiosennej 1920 r. przeciw wojskom bolszewickim, początkowo Rydz otrzymał zadanie zajęcia Żytomierza. Później dowodził 3 Armią, która 7 maja 1920 r. zdobyła Kijów, nie napotykając silniejszego oporu Armii Czerwonej. W mieście 8 maja dowódca odebrał defiladę oddziałów polskich i sprzymierzonych żołnierzy atamana Semena Petlury. Wkrótce potem jednak wojska radzieckie zdołały zorganizować się na tyle, aby podjąć kontrofensywę. Dodatkowo zostały wzmocnione przez armię Siemiona Budionnego. 8 czerwca Rydz-Śmigły otrzymał rozkaz wycofania się z Kijowa. Odmówił jego wykonania, domagając się potwierdzenia polecenia przez samego Piłsudskiego. Gdy tak się stało, 10 czerwca zarządził odwrót. Podczas wykonywania tego manewru, został dowódcą Frontu Południowo-Wschodniego. Podczas odwrotu nękany przez Sowietów doprowadził 3 Armię na Wołyń. W tym czasie Piłsudski rozkazał mu zaatakować oddziały Budionnego, które po pięciodniowych walkach udało się zmusić do odwrotu. Wpłynęło to na ustabilizowanie się linii frontu.
6 sierpnia 1920, po decyzji Piłsudskiego o rozpoczęciu natarcia znad Wieprza, Rydz-Śmigły został dowódcą nowo utworzonego Frontu Środkowego. Manewr rozpoczął się 16 sierpnia. W jego wyniku oddziały Rydza-Śmigłego wykonujące zadania pościgowe zajęły m.in. Brześć, Wysokie Litewskie, Zambrów, Białystok i Grajewo. Piłsudski wyznaczył mu następnie zadanie zajęcia Sejn i Lidy. Wykorzystując efekt zaskoczenia, wojska polskie wkroczyły do Sejn 22 września, a do 26 września również do Grodna. W ten sposób odegrały decydującą rolę w bitwie niemeńskiej. 28 września zajęto Lidę, jednocześnie udając się w pościg za rozbitą radziecką 3 Armią. W tym samym czasie polska 2 Armia pod dowództwem Rydza-Śmigłego zabezpieczała akcję gen. Lucjana Żeligowskiego, który na polecenie Piłsudskiego zajął Wilno. 10 października żołnierze polscy wkroczyli do Święcian. 12 października podpisano preliminaria pokojowe pomiędzy ZSRR i Polską a 18 października wstrzymano działania wojskowe.

#### Inspektor armii w latach 1921–1935

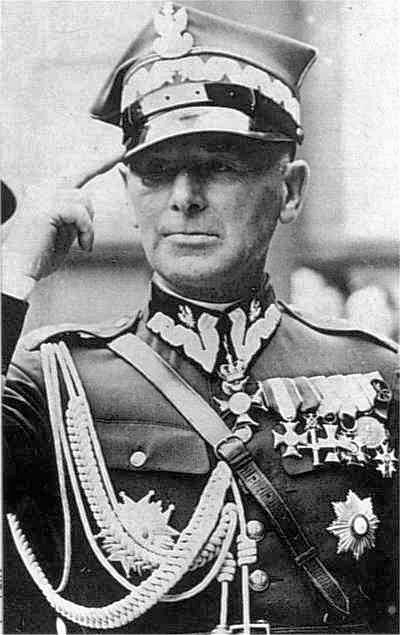
Edward Śmigły-Rydz

Po podpisaniu pokoju ryskiego, rozpoczęto demobilizację armii polskiej. 15 września 1922 r. Dowództwo 2 Armii przemianowano na Inspektorat Armii nr I, a inspektorem (jednym z pięciu) został gen. Edward Rydz-Śmigły. Powierzona funkcja, jak również ogromny zakres obowiązków i szerokie uprawnienia świadczyły o zaufaniu, jakim darzył go Piłsudski. Naczelnik Państwa pisał o Rydzu-Śmigłym w urzędowej charakterystyce z grudnia 1922 r.: 

Pod względem charakteru dowodzenia: Silny charakter żołnierza, mocna wola i spokojny, równy opanowany charakter. Pod tymi względami nie zawiódł mnie ani w jednym wypadku. Wszystkie zadania, które mu stawiałem jako dywizjonerowi czy dowódcy armii, wypełniał zawsze energicznie, śmiało, zyskując w pracy zaufanie swoich podwładnych, a rzucałem go zawsze podczas wojny na najtrudniejsze zadania. Pod względem mocy charakteru i woli stoi najwyżej pośród generałów polskich. Z podwładnymi jest równy, spokojny, pewny siebie i sprawiedliwy. Natomiast co do otoczenia własnego i sztabu – kapryśny i wygodny, szukający ludzi, z którymi by nie potrzebował walczyć lub mieć jakiekolwiek spory. W pracy operacyjnej ma zdrową, spokojną logikę i uporczywą energię do spełniania zadania. Śmiałe koncepcje go nie przerażają, niepowodzenia nie łamią. Szybko zyskuje duży wpływ moralny na podwładnych. Piękny typ żołnierza, panującego nad sobą i mającego silną dyscyplinę wewnętrzną. Pracuje zawsze dla rzeczy nie dla ludzi. Pod względem objętości dowodzenia: Polecam każdemu dla dowodzenia armią. Jeden z moich kandydatów na Naczelnego Wodza. Bałbym się dla niego dwóch rzeczy: 1) że nie dałby sobie rady w obecnym czasie z rozkapryszonymi i przerośniętymi ambicjami generałami i 2) nie jestem pewien jego zdolności operacyjnych w zakresie prac Naczelnego Wodza i umiejętności mierzenia sił nie czysto wojskowych, lecz całego państwa swego i nieprzyjaciela .

Była to najlepsza opinia na temat generałów, wystawiona przez Józefa Piłsudskiego na użytek Ścisłej Rady Wojennej. Tuż za Rydzem-Śmigłym znaleźli się gen. Kazimierz Sosnkowski i gen. Władysław Sikorski. Pomimo to, nie stał się on bezpośrednim politycznym współpracownikiem marszałka, choć np. stanął po stronie Piłsudskiego w sporze z 1923 r. z Sikorskim na temat organizacji najwyższych władz wojskowych. W czasie pełnienia funkcji inspektora, Rydz-Śmigły uzupełniał swą wiedzę z wojskowości. W przeciągu kilku lat stał się autorytetem w tej dziedzinie, co było swoistym ewenementem, ponieważ był osobą bez formalnego wykształcenia wojskowego.
Od jesieni 1921 r. Rydz-Śmigły działał w konspiracyjnej organizacji Honor i Ojczyzna, założonej z inicjatywy Sikorskiego. Miała ona skupiać wszystkich najlepszych oficerów, powołano ją za zgodą Piłsudskiego i Sosnkowskiego (ministra spraw wojskowych). Rydz-Śmigły stanął na czele wileńskiej „strażnicy” (koła). Organizacja została rozwiązana latem 1923 r., ale później Rydz-Śmigły miał należeć do innej konspiracyjnej organizacji wojskowej (utworzonej na podobieństwo masonerii) – loży „Szarotka”. Rydz miał być masonem, członkiem jednej z lóż wolnomularskich Wielkiej Loży Narodowej Polski. Choć nie zostało to udowodnione, w 1926 r. Piłsudski rozkazał oficerom WP wystąpić ze struktur wolnomularskich i podobnych tajnych związków .
W listopadzie 1924 r. Rydz nieformalnie stanął na czele tzw. strajku generałów. Grupa dowódców Wojska Polskiego podała się wówczas do dymisji, by zademonstrować swoje niezadowolenie z braku reakcji Ministerstwa Spraw Wojskowych na nieprzychylne w stosunku do byłych legionistów wypowiedzi generała Franciszka Latinika. W rezultacie sam Latinik na własną prośbę został przeniesiony w stan spoczynku, zaś wniosek urażonych oficerów odrzucono.
Rydz-Śmigły nie brał bezpośredniego udziału w przewrocie majowym. W jego trakcie podporządkował sobie cywilne władze Wilna, a także przejął dowództwo nad korpusami w Grodnie i Brześciu. Wysłał do stolicy także dwa pułki, które wsparły siły Piłsudskiego . Po przewrocie został mianowany przez marszałka inspektorem armii z siedzibą w Warszawie. Stanowisko to objął w listopadzie 1926 r. Przez kilka następnych lat czas upływał mu na pracy wojskowej, w przeciwieństwie do wielu innych najwyższych oficerów niemal nie uczestniczył w życiu politycznym. Czasem jednak otrzymywał od marszałka do wykonania zadania o charakterze politycznym – 25 grudnia 1927 r. wraz z Walerym Sławkiem wziął udział w zjeździe ziemian z województw poznańskiego i pomorskiego, który odbył się w jednym z majątków położonych koło Inowrocławia. W tym czasie sanacja chciała pozyskać dla swego obozu środowiska konserwatywne. M.in. ta wizyta miała symbolizować otwarcie rządu na te kręgi. Innym razem, w 1929 r., wraz z grupą generałów, odwiedził Piłsudskiego w Druskienikach, aby przekazać mu niezadowolenie grupy najwyższych rangą wojskowych, jakie wywołała polityka tzw. grupy pułkowników .
11 maja 1935 r., w przeddzień śmierci Piłsudskiego, marszałek wezwał do siebie Rydza-Śmigłego na rozmowę. Jej szczegóły nie są znane, ale sądzi się, że przekazał mu swoją ostatnią wolę co do przyszłej organizacji wojska. Jeszcze tej samej nocy, gdy umarł Józef Piłsudski, na posiedzeniu Rady Gabinetowej, które odbyło się z 12 na 13 maja, prezydent Ignacy Mościcki zadecydował, że generalnym inspektorem Sił Zbrojnych zostanie Edward Rydz-Śmigły. Jego kontrkandydatem do objęcia tego stanowiska był Sosnkowski. Decyzję prezydenta poparł ówczesny premier Walery Sławek. Zarówno prezydent, jak i szef rządu dokonali tego wyboru, licząc na to, że nowy generalny inspektor zajmie się działalnością wojskową, nie interesując się polityką. Był więc Rydz-Śmigły o wiele atrakcyjniejszym kandydatem na to stanowisko niż gen. Sosnkowski, który miał pewne ambicje polityczne .

#### Generalny inspektor Sił Zbrojnych

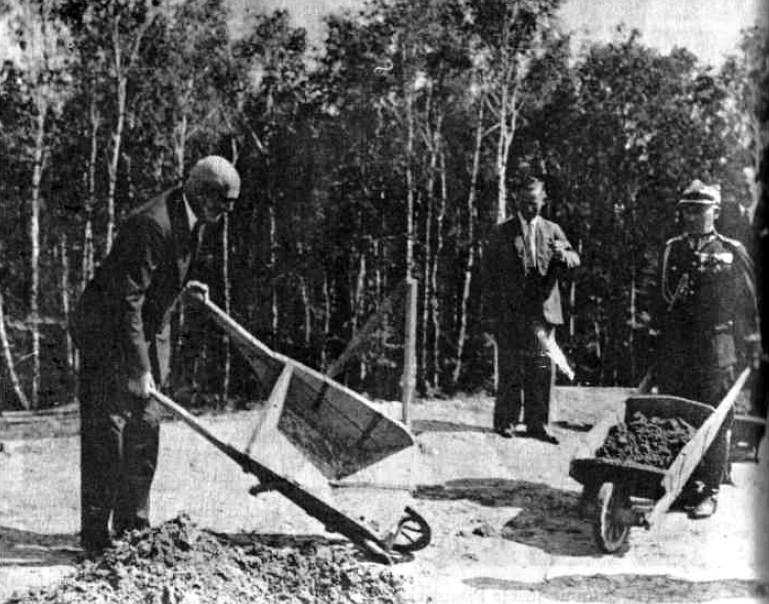
Śmigły-Rydz, Walery Sławek i Józef Beck podczas sypania kopca na cześć Józefa Piłsudskiego, krakowski Sowiniec, listopad 1936 r.

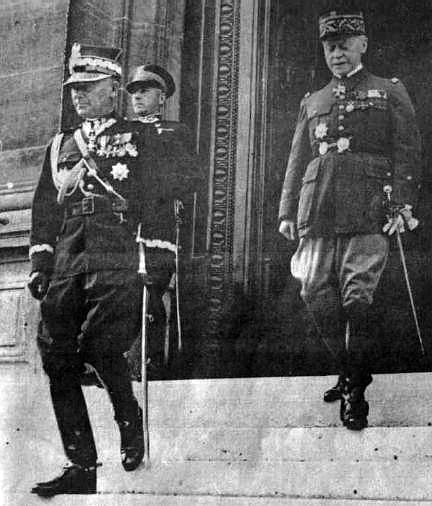
Śmigły-Rydz z generałem Maurice’em Gamelinem, podczas wizyty we Francji w 1936 r.

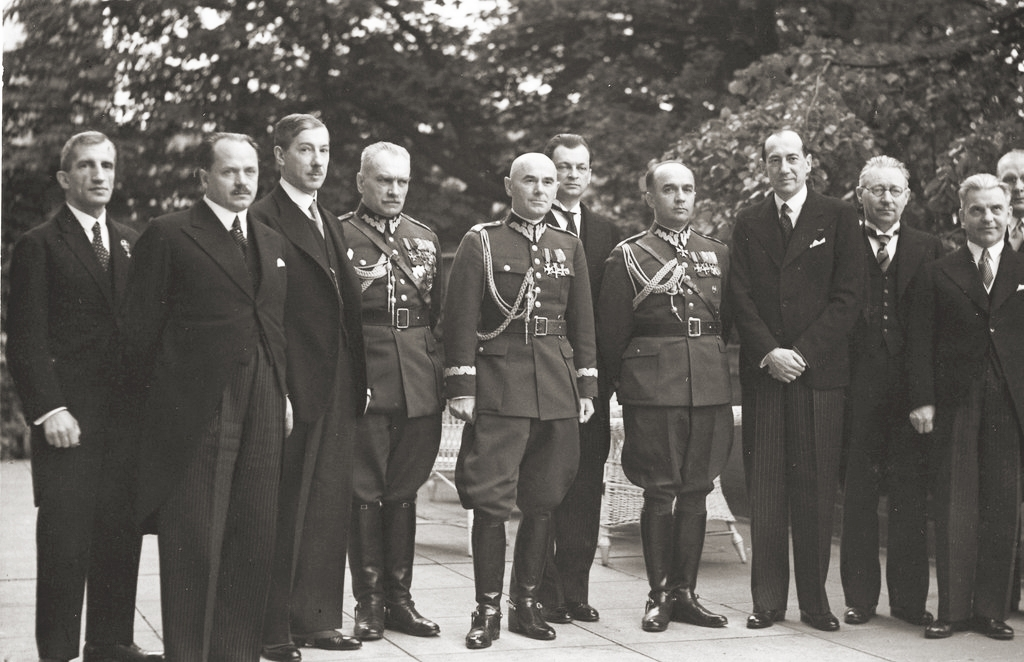
Razem z rządem Felicjana Sławoja Składkowskiego w dniu jego zaprzysiężenia 15 maja 1936 r.

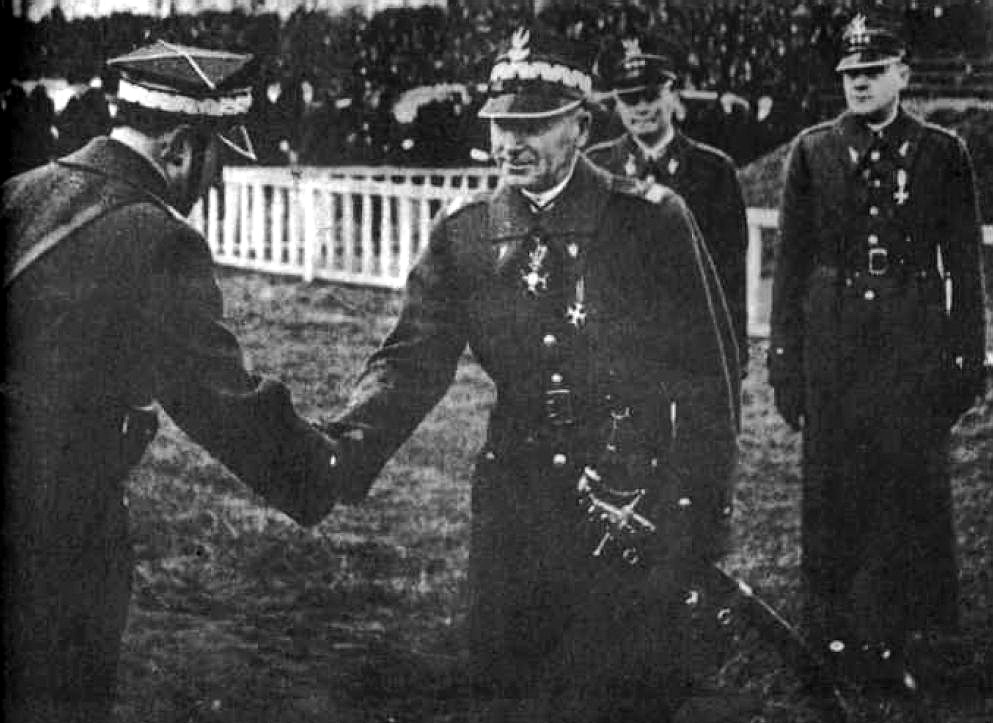
Podczas wręczenia pamiątkowej szabli – daru polskiej armii, Warszawa, Pole Mokotowskie, 11 listopada 1936 r.

12 maja 1935 Edward Rydz-Śmigły został mianowany przez prezydenta Ignacego Mościckiego generalnym inspektorem Sił Zbrojnych. Jednocześnie resort spraw wojskowych objął generał Tadeusz Kasprzycki.
Po śmierci Piłsudskiego, w obozie sanacyjnym zaczął narastać konflikt pomiędzy premierem Sławkiem a mającym coraz poważniejsze aspiracje polityczne prezydentem Mościckim. Rydz-Śmigły darzył niechęcią szefa rządu, który postrzegał go jedynie jako osobę realizującą zadania wojskowe. Z tego powodu generalny inspektor potajemnie spotkał się z prezydentem kilkakrotnie we wrześniu 1935 r., uzgadniając z nim wspólne działania wymierzone przeciwko premierowi. 12 października Sławek podał się do dymisji, a jego miejsce zajął Marian Zyndram-Kościałkowski. Rydz-Śmigły nie cenił również tego premiera – inspirowany przez swego doradcę, publicystę Wojciecha Stpiczyńskiego, okazał lekceważenie Kościałkowskiemu, nie przyjmując oficjalnej wizyty szefa gabinetu. W grudniu 1935 r. zawarł z Mościckim kolejne porozumienie skierowane przeciwko szefowi gabinetu, ustalając jego obalenie po zakończeniu sesji budżetowej.

W tym okresie miał miejsce znaczny wzrost znaczenia gen. Edwarda Rydza-Śmigłego w kraju. Przez prasę rządową kreowany był na osobę kontynuującą poczynania Józefa Piłsudskiego. Wokół niego zaczął tworzyć się swoisty kult. Sam generał początkowo nie miał ambicji czysto politycznych. Jednak po śmierci Piłsudskiego sytuacja się zmieniła. Część źródeł przypisuje ten fakt przemożnemu wpływowi partnerki Rydza-Śmigłego, Marty Zaleskiej . W tym czasie w jego otoczeniu niezwykle wpływowy był Wojciech Stopiczyński; do obozu Rydza-Śmigłego przeszło również kilku byłych członków tzw. grupy pułkowników, m.in. Bogusław Miedziński. Wielu z nich widziało w osobie generała czynnik jednoczący, którego brakowało po śmierci Piłsudskiego. Bardzo często podkreślano, że Śmigły-Rydz (w tym czasie zmienił kolejność nazwisk) został generalnym inspektorem Sił Zbrojnych zgodnie z ostatnią wolą marszałka. Symbolem tego były m.in. rozwieszane na ulicach plakaty, na których portret generała widniał na tle postaci Piłsudskiego. Ponadto imieniny Śmigłego-Rydza (18 marca) zaczęto obchodzić podobnie jak święto państwowe. W prasie pojawiły się artykuły na jego cześć, w urzędach i na pocztach rozwieszano jego portrety, plakaty z hasłami podkreślającymi wierność obywateli Generalnemu Inspektorowi . Niezwykle popularna (i uczona w niektórych szkołach) była także piosenka ze słowami autorstwa Adama Kowalskiego: 

Naprzód, żołnierze stara wiara, młode zuchy.
Za Śmigłym-Rydzem pomni jego w boju chwał,
On nas wywiedzie cało z każdej zawieruchy,
Sam Komendant, sam Komendant nam go dał,
Sam Komendant, sam Komendant,
Nam go na Wodza dał!
Marszałek Śmigły-Rydz, nasz drogi, dzielny Wódz,
Gdy każe, pójdziem z nim najeźdźców tłuc.
Nikt nam nie ruszy nic, nikt nam nie zrobi nic,
Bo z nami Śmigły, Śmigły, Śmigły-Rydz!
W brzasku wolności w krwi i ogniu nam przewodził.
Zwycięskim szlakiem do Kijowa wiódł nas bram.
Jak szeregowiec z piechurami w piachu brodził,
Dobry przykład dobry, przykład dawał nam,
Dobry przykład, dobry przykład, zawsze dawał nam. 

27 grudnia 1935 roku uczestniczył w obchodach rocznicy wybuchu powstania wielkopolskiego. Miało to swoją wymowę symboliczną – Józef Piłsudski nie przywiązywał dużej wagi do walki Polaków w Wielkopolsce . 3 maja 1936 roku brał natomiast udział w obchodach rocznicowych powstań śląskich. Podczas obu uroczystości wygłosił przemówienia, w których podkreślił rolę wojska w życiu społecznym narodu. Z 7 sierpnia 1935 r. pochodzi często cytowane przez prasę rządową wystąpienie Śmigłego-Rydza, wygłoszone podczas XIII Zjazdu Związku Legionistów Polskich w Krakowie: 

Jeśli ktoś w kraju liczy na jakieś chwile słabości, to jeszcze raz nieudolnie się przeliczył. A jeśli ktoś z zewnątrz na taką okazję kalkuluje, to niech wie, że my po cudze rąk nie wyciągamy, ale swego nie damy. Nie tylko nie damy całej sukni, ale nawet guzika nie damy od niej. I niech wie, że to jest decyzja całego narodu.

W maju 1936 r. ustąpił rząd Kościałkowskiego. Śmigły-Rydz spotkał się z Mościckim w celu ustalenia, kto będzie kolejnym premierem. Nie zgodził się na kandydatury gen. Sosnkowskiego, Eugeniusza Kwiatkowskiego, jak również Stpiczyńskiego. Postanowiono, że szefem rządu będzie bliski generałowi Felicjan Sławoj Składkowski. W skład gabinetu weszli ludzie związani z generalnym inspektorem: Sławoj Składkowski, Tadeusz Kasprzycki, Juliusz Ulrych i Witold Grabowski. Grupa ta określana była jako tzw. „ministrowie Rydza” . Generalny inspektor przybył na pierwsze posiedzenie gabinetu, przekraczając tym samym swoje konstytucyjne uprawnienia (generalny inspektor nie był członkiem rządu). Wygłosił wówczas przemówienie, w którym polecił zintensyfikowanie przygotowań do nadchodzącego konfliktu zbrojnego. Już wówczas jego zdaniem wojna z Niemcami była nieunikniona .
24 maja 1936 r. Śmigły-Rydz zapowiedział na Zjeździe Legionistów w Warszawie utworzenie nowej organizacji prorządowej – Obozu Zjednoczenia Narodowego. Powiedział wówczas m.in.:

Nie ma wyboru, musimy mówić otwarcie. Albo ktoś stoi w naszych szeregach jak nasz brat, albo nie jest naszym bratem! 

 Prace nad tym projektem rozpoczął płk Adam Koc. Działał on jednak w sposób nieudolny. Z tego powodu Bogusław Miedziński zaproponował, że stworzy deklarację ideową nowego ugrupowania. Śmigły-Rydz stwierdził jednak, że uczyni to sam. W ciągu tygodnia powstał tekst, którego treść w opinii części piłsudczyków i opozycji była rażąco konserwatywna, klerykalna oraz nacjonalistyczna . Nie została tam poruszona kwestia reformy rolnej, co – jak stwierdził Miedziński – zamykało Śmigłemu-Rydzowi drogę do porozumienia z kręgami ludowymi. Ostatecznie, po dwudniowej naradzie w Zakopanem, udało mu się wymóc zawarcie tej kwestii w tekście deklaracji.

Poczynania Śmigłego-Rydza spowodowały zaniepokojenie prezydenta Mościckiego. W czerwcu 1936 r. zwołał on posiedzenie rady ministrów, na której przypomniał im, że w myśl konstytucji członkowie rządu są odpowiedzialni jedynie przed głową państwa. Mościcki chciał w ten sposób przeciwstawić się wciąż wzrastającemu znaczeniu generalnego inspektora Sił Zbrojnych. Prezydent nie był jednak w stanie skutecznie stawić czoła energicznie działającemu, znacznie młodszemu wojskowemu. Postanowił więc nawiązać z nim porozumienie i pójść na ustępstwa. 13 lipca 1936 ukazał się okólnik premiera RP Felicjana Sławoj-Składkowskiego, w którym można było przeczytać: 

Zgodnie z wolą Pana Prezydenta Rzeczypospolitej Ignacego Mościckiego zarządzam co następuje: Generał Śmigły-Rydz, wyznaczony przez Pana Marszałka Józefa Piłsudskiego, jako Pierwszy Obrońca Ojczyzny i pierwszy współpracownik Pana Prezydenta Rzeczypospolitej w rządzeniu państwem, ma być uważany i szanowany, jako pierwsza w Polsce osoba po Panu Prezydencie Rzeczypospolitej. Wszyscy funkcjonariusze państwowi z prezesem Rady Ministrów na czele okazywać Mu winni objawy honoru i posłuszeństwa .

Dokument ten naruszał porządek państwowy ustalony przez konstytucję kwietniową. Skrytykowała go lewica, jak również przewodniczący sejmowej Komisji Wojskowej, gen. Lucjan Żeligowski.
Pod koniec czerwca 1936 Śmigły-Rydz postanowił zbliżyć się do kręgów ludowych. Stpiczyński namówił go do wzięcia udziału w uroczystych obchodach stronnictw ludowych w Nowosielcach 29 czerwca. Powitano go z wszelkimi honorami, ale chłopi zaczęli wznosić okrzyki domagające się uwolnienia więzionego Wincentego Witosa. Generalny inspektor opuścił uroczystości przed ich zakończeniem.
W tym czasie Śmigły-Rydz planował zacieśnienie współpracy wojskowej z Francją. 12 sierpnia 1936 do Warszawy przybył gen. Maurice Gamelin, który zaproponował nawiązanie polsko-radzieckiej współpracy skierowanej przeciwko Niemcom, jak również współdziałania z Czechosłowacją. Śmigły-Rydz odrzucił jednak jego pomysły. Sam udał się pociągiem do Paryża (przez Wiedeń) 28 sierpnia. W stolicy Francji, do której dotarł 30 sierpnia, odbył wiele rozmów, m.in. z Gamelinem i ministrem obrony narodowej Eduardem Daladierem. Generalny inspektor pragnął uzgodnić warunki zawarcia nowego sojuszu wojskowego na bazie układu z 1921 r., uzyskania 2 mld franków kredytu na cele wojskowe i zacieśnienia współpracy wojskowej. Podczas tej wizyty brał udział w manewrach w okolicach Suippes, został także udekorowany przez prezydenta Alberta Lebruna Wielką Wstęgą Legii Honorowej  (zazwyczaj nadawaną tylko panującym i prezydentom republik). W Nancy, pod pomnikiem Stanisława Leszczyńskiego generałowie Gamelin, Śmigły-Rydz i Wacław Stachiewicz (szef Sztabu Głównego WP) przyjęli defiladę wojsk francuskich . Ostatecznie 6 września zawarto porozumienie, na mocy którego Polska uzyskała 2 mld franków kredytu, z czego połowę stanowiła gotówka: 800 mln miało zostać przeznaczone na zakup dział i sprzętu lotniczego wyprodukowanego w fabrykach francuskich, a 200 mln miało pójść na produkcję zbrojeniową w Polsce. Ponadto odnowiono układy sojusznicze z 1921 i 1925 r.  W drodze powrotnej z Francji, Śmigły-Rydz przyjechał do Wenecji. Jego pobyt tam miał charakter prywatny (był tam razem z partnerką życiową, Martą). Do Warszawy wrócił 10 września. Był entuzjastycznie witany. Adiutantami generała w tym czasie byli rtm. Konstanty Horoch i Alfons Vacqueret.
21 października w „Polsce Zbrojnej” ukazała się informacja, że już wkrótce generał Edward Śmigły-Rydz zostanie marszałkiem Polski.

#### Marszałek Polski

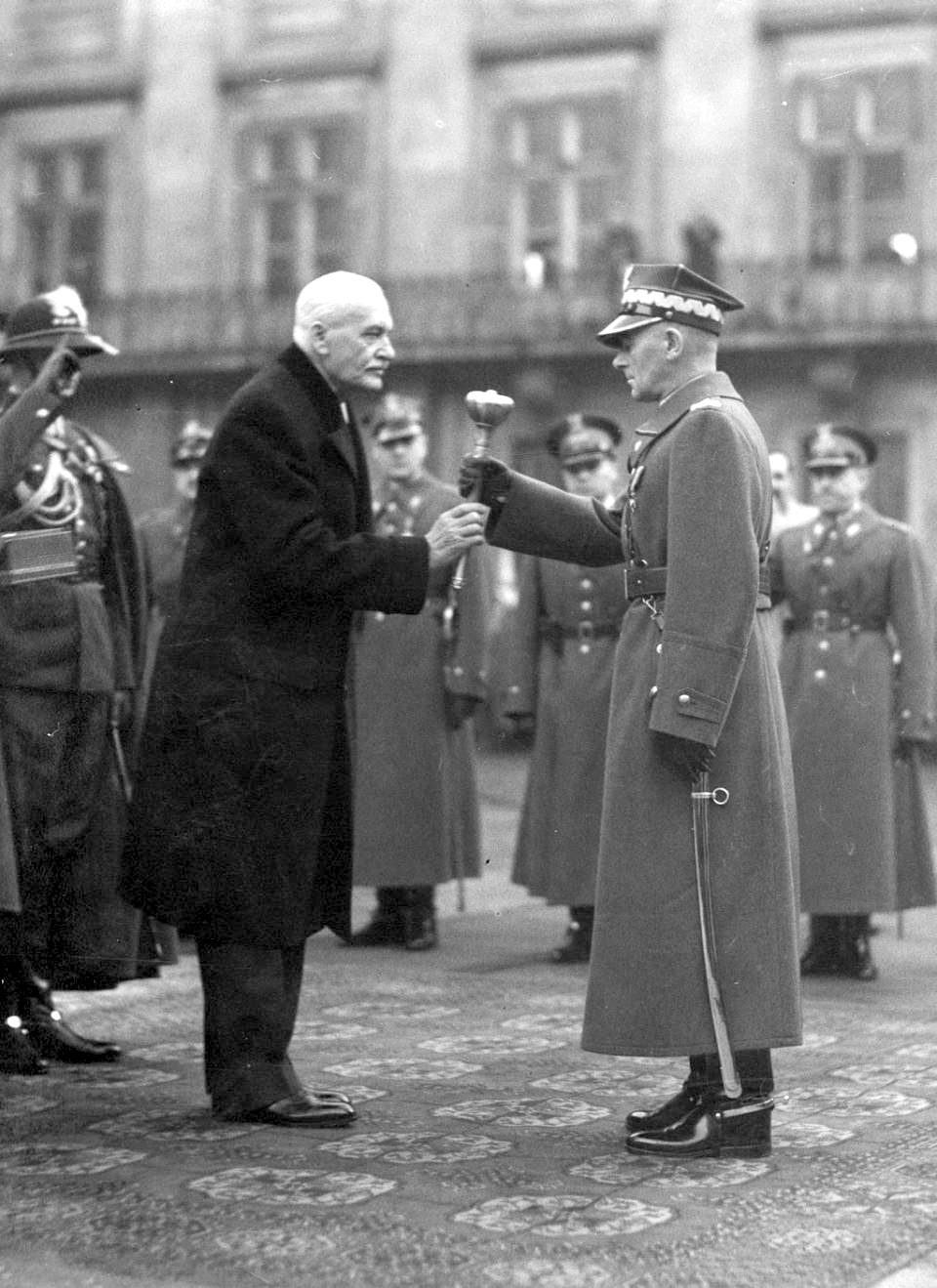
Prezydent Ignacy Mościcki wręcza Edwardowi Śmigłemu-Rydzowi buławę marszałkowską

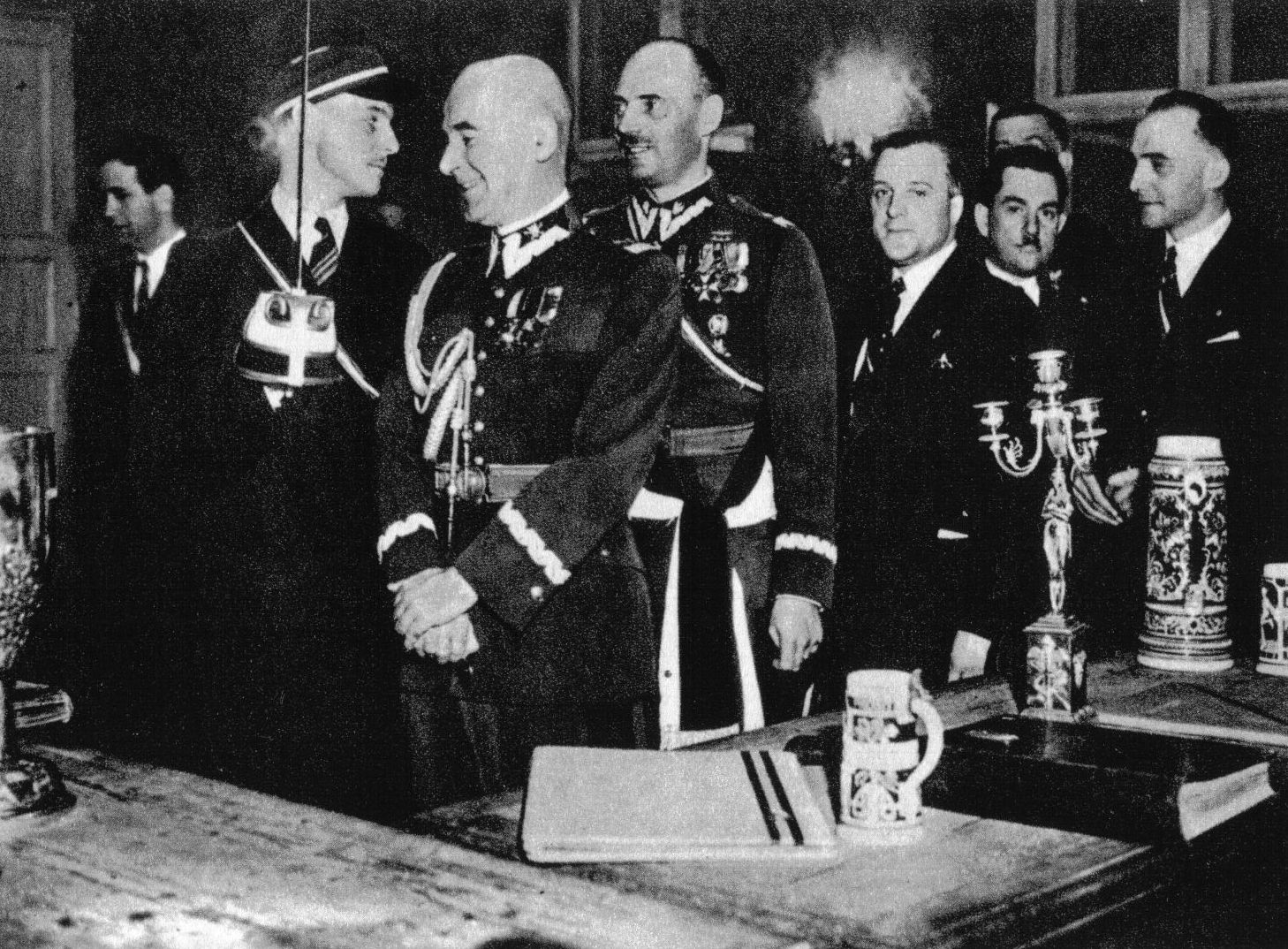
Śmigły-Rydz z korporantami z „Arkonii”. Za marszałkiem generał Władysław Anders

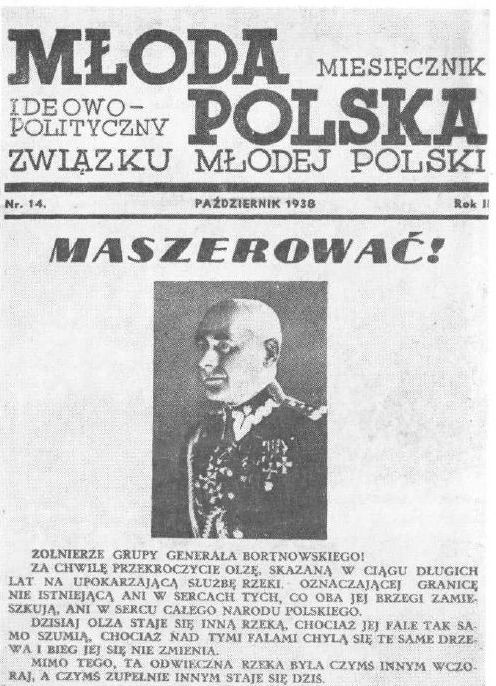
Maszerować! – odezwa Śmigłego-Rydza do żołnierzy polskich wkraczających na Zaolzie, opublikowana w miesięczniku „Młoda Polska”

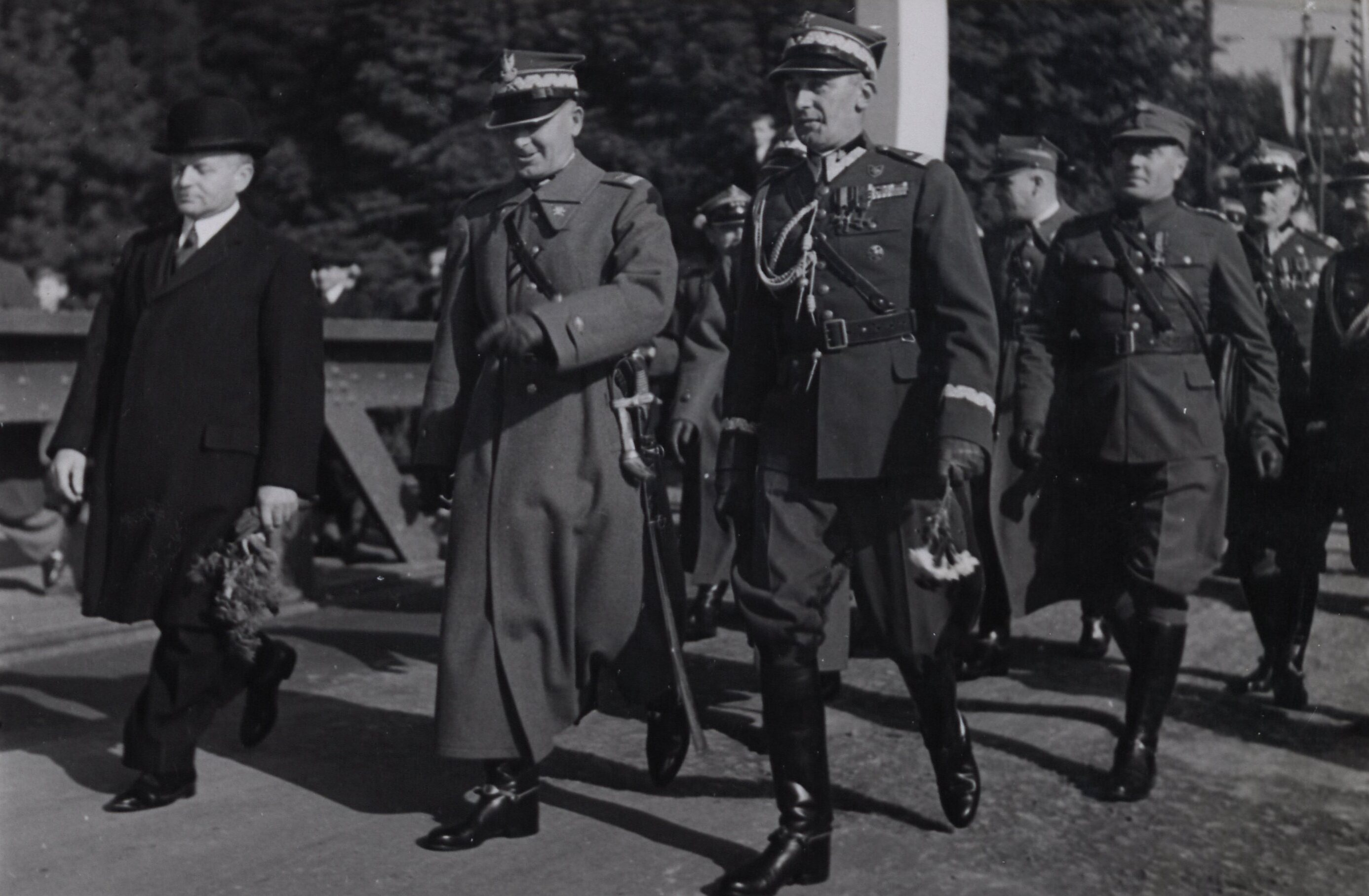
Wojewoda śląski Michał Grażyński, marszałek Rydz-Śmigły i gen. Władysław Bortnowski w Czeskim Cieszynie 12 października 1938 r.

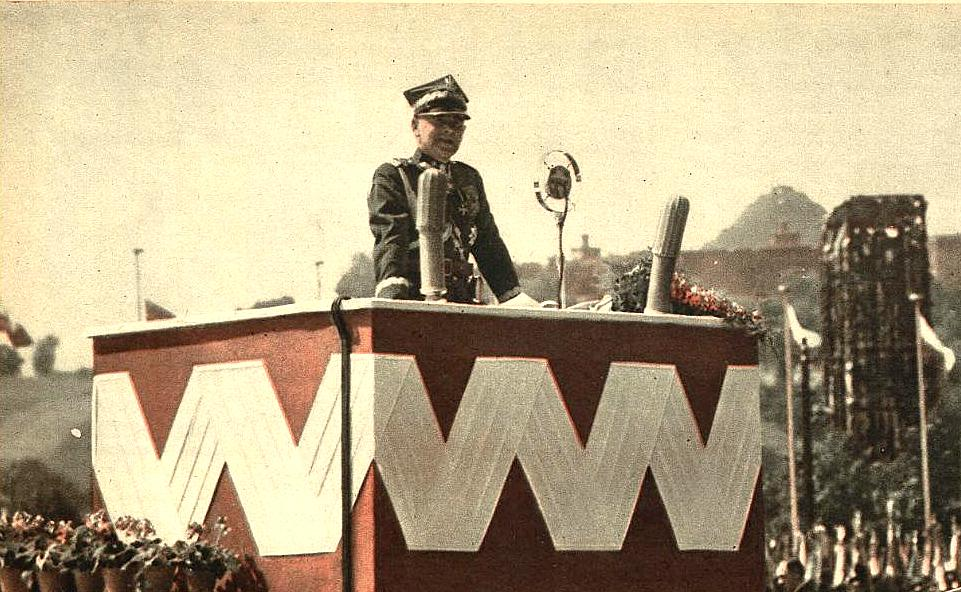
Przemówienie na zjeździe legionistów, Kraków, 6 sierpnia 1939 r.

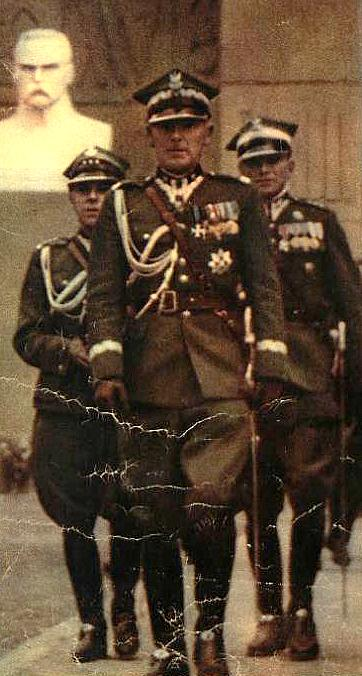
Marszałek podczas uroczystości 6 sierpnia 1939 w Krakowie

10 listopada 1936 r. prezydent Mościcki mianował go generałem broni i jednocześnie marszałkiem Polski oraz udekorował Orderem Orła Białego. Buławę marszałkowską poświęcono w kaplicy Zamku Królewskiego w Warszawie. Uroczystość przekazania jej Śmigłemu-Rydzowi miała miejsce na dziedzińcu Zamku. Brali w niej udział przedstawiciele rządu, delegacje pułków, duchowieństwa, attaché wojskowi i poczty sztandarowe wojska. Mianowanie go na marszałka zostało bardzo sceptycznie przyjęte przez część obozu sanacyjnego. Szczególnie „starzy” piłsudczycy uważali, że godność ta należała się jedynie Piłsudskiemu, a Śmigły-Rydz nie zasługiwał na takie wyróżnienie. Walery Sławek uznał datę mianowania nowego marszałka za najsmutniejszy dzień w swoim życiu . Złośliwi nazywali podwójną promocję Rydza-Śmigłego „buławizacją”.
W lutym 1937 r. przebywał na polowaniach w Polsce Hermann Göring. Jego wizyta miała charakter nieoficjalny, ale spotkał się w tym czasie ze Śmigłym-Rydzem. Podczas tej rozmowy wyrzekł się pretensji do „korytarza” i Górnego Śląska. Jednocześnie zwrócił uwagę marszałka na niebezpieczeństwo, jakim jego zdaniem wciąż był dla Polski Związek Radziecki i zaproponował dołączenie Polski do paktu antykominternowskiego. Śmigły-Rydz udzielił wymijającej odpowiedzi, oświadczając, że w polityce zagranicznej ma zamiar kontynuować linię Piłsudskiego. Zaznaczył jednak, że Polacy nie wejdą w sojusz z ZSRR: nie jest do pomyślenia, by na wypadek jakiegokolwiek konfliktu Polska mogła stanąć po stronie bolszewickiej. Ponadto pozytywnie wypowiedział się o przyszłych stosunkach polsko-niemieckich.

21 lutego 1937 r. został ogłoszony tekst deklaracji ideowej Obozu Zjednoczenia Narodowego autorstwa Śmigłego-Rydza. W programie eksponowano rolę armii i konstytucji kwietniowej jako podstawy „ładu i porządku w kraju”, antykomunizm, klerykalizm oraz kult Piłsudskiego. W działalności partii pojawiły się również tendencje nacjonalistyczne. Deklaracja nie zawierała odniesień do polityki zagranicznej państwa, a część jej postulatów bardzo przypominała ideały propagowane przez endecję. 19 marca założenia dokumentu poparł prezydent Mościcki, oświadczając także, że przed śmiercią Józef Piłsudski: 

wskazał generała Śmigłego-Rydza jako swego następcę na stanowisko Naczelnego Wodza Sił Zbrojnych, a rzeczywistość naszego państwa bezsprzecznie wymaga, ażeby cała Polska widziała w nim również i Wodza Narodu .

9 marca 1937 Rada Miejska Miasta Kozowej i Rady Gminne gmin wiejskich: Brzeżan, Budyłowa, Buszcza, Koniuch, Kozowej, Kurżan, Potutor, Pałuczy Małej, Narajowa Miasta, na uroczystym posiedzeniu, nadały „swojemu wielkiemu synowi (…) za Jego niestrudzoną i ofiarną pracę dla dobra Ojczyzny, zapewniając Go o całkowitym poddaniu i przywiązaniu do Niego, jako do Wodza Narodu” obywatelstwo honorowe ziemi brzeżańskiej. Dyplom wręczony został w dniu 18 marca 1937, w Warszawie, wraz z darem w postaci „pięknego konia arabskiego z rzędem hetmańskim”. Czteroletni wałach o imieniu „Farys” pochodził ze stadniny hr. Stanisława Antoniego Łąckiego w Posadowie. 27 kwietnia 1937 r. Marszałek Śmigły-Rydz przeszedł operację usunięcia migdałków podniebiennych, a zabieg przeprowadził ppłk dr Roch Brzosko.
W tym czasie Śmigły-Rydz zbliżył się znacznie do kręgów konserwatywnych i endeckich. M.in. 18 maja 1937 r. uczestniczył w komersie korporacji akademickiej „Arkonia”. Gospodarzem uroczystości był Aleksander Heinrich, jeden z liderów Obozu Narodowo-Radykalnego „ABC”. Zauważalne stało się dążenie marszałka do włączenia endecji do głównego nurtu życia politycznego. Sprawował on opiekę nad tzw. „Klubem 11 listopada”, kierowanym przez Witolda Grabowskiego, który próbował połączyć etos piłsudczykowski z tradycjami narodowej demokracji. 22 czerwca powstał Związek Młodej Polski, organizacja młodzieżowa OZN, na czele której stanął Koc, ale jego zastępcą został Jerzy Rutkowski – czołowy działacz RNR „Falanga” .
Obóz Zjednoczenia Narodowego nie zdołał zapewnić sobie spodziewanej popularności. Nie sprzyjały mu lewica piłsudczykowska, ugrupowania ludowe, a nawet sam Mościcki. Na początku października 1937 r. na spotkaniu prezydenta, rządu, marszałka Śmigłego-Rydza i szefa OZN, Adam Koc oskarżył wojewodów o sabotowanie działalności Obozu. Jego pretensje poparł marszałek, przeciwko któremu wystąpili prezydent i Józef Beck. Doszło do ostrej dyskusji, podczas której prezydentowi postawiono ultimatum. 19 października miało dojść do rekonstrukcji rządu, w wyniku której na swoich stanowiskach mieli pozostać jedynie Beck i Grabowski, a w skład gabinetu miał wejść Koc jako minister gospodarki. Prezydent Mościcki wybrnął jednak z tej sytuacji, symulując przez jakiś czas chorobę. Rozłam w obozie rządzącym pogłębił się jednak – Śmigły-Rydz oskarżany był o chęć wprowadzenia rządów totalitarnych . Zdawał sobie jednak sprawę z nieudolności Koca jako szefa OZN i w styczniu 1938 r. odwołał go z tego stanowiska.
Po dokonaniu przez III Rzeszę Anschlussu Austrii, Śmigły-Rydz stwierdził, że Polska nie powinna reagować na ten fakt. Jego zdaniem, kierunek ekspansji południowo-wschodni był dla Polski bezpieczny. Jednocześnie przypomniał o tym, że w przyszłości Rzeczpospolita również może zostać zagrożona przez Niemcy. Nie potrafił jednak rozwiązać tego problemu, inaczej jak tylko upatrując zapewnienia bezpieczeństwa kraju poprzez sojusz z Francją .
W połowie marca 1938 r. Śmigły-Rydz poparł ultimatum wystosowane przez rząd polski wobec Litwy z żądaniem nawiązania stosunków dyplomatycznych. Wyzyskano w ten sposób incydent graniczny, który zakończył się śmiercią polskiego żołnierza. Z tego okresu pochodzi znane hasło: Wodzu, prowadź na Kowno!. Było ono jednym z elementów antylitewskiej propagandy OZN. 18 marca marszałek pojechał do Wilna, gdzie nadzorował koncentrację wojsk polskich na granicy z Litwą. Następnego dnia rząd litewski uległ naciskom i przyjął ultimatum. Śmigły-Rydz uznał to za sukces Polski .
30 września 1938 r. Śmigły-Rydz uczestniczył w konferencji, która odbyła się w Zamku Królewskim w Warszawie. Jej tematem była kwestia stosunków polsko-czechosłowackich i dalszych poczynań wobec Zaolzia. Gdy pojawiła się propozycja wystosowania ultimatum pod adresem rządu w Pradze i wykorzystania w ten sposób nacisków, jakie na Czechosłowacji wywierał Hitler, marszałek zdecydowanie ją poparł. Najprawdopodobniej sądził, że spodziewane powodzenie przyniesie mu jeszcze większą popularność, jak również będzie korzystne dla całego obozu sanacyjnego, w związku ze zbliżającymi się wyborami parlamentarnymi . 1 października rząd czechosłowacki ugiął się wobec polskich żądań, oddziały polskie wkroczyły na Zaolzie następnego dnia, zajmując jednocześnie leżącą na Słowacji Ziemię Czadecką aż pod przedmieścia miejscowości Czadca. W tym czasie Niemcy zajmowały Kraj Sudetów. Już 12 października marszałek przybył osobiście do Cieszyna, gdzie został przywitany owacyjnie. Następnie przyjął tam defiladę wojskową. Był to okres szczytowej popularności Śmigłego-Rydza i obozu rządzącego w kraju, ale Polska straciła wiele w oczach swoich zachodnich sojuszników.
Gdy w marcu 1939 r. Niemcy ponownie podnieśli kwestię statusu Gdańska, marszałek spotkał się z Beckiem i prezydentem Mościckim. W dyskusji najważniejszych osób w państwie wyraził swoje przekonanie, że wojna z III Rzeszą jest nieunikniona. Nie zgodził się z nim minister spraw zagranicznych. Kilkanaście dni później (31 marca) zawarto porozumienie polsko-brytyjskie dotyczące kwestii wojskowych. Marszałek przyjął je z wielkim zadowoleniem, uznając, że równoczesne zacieśnienie współpracy z Francuzami odsunie lub nawet całkowicie usunie widmo konfliktu zbrojnego. Jednocześnie jednak rozpoczął przygotowania polskiej armii na atak z zachodu (wcześniej zakładano, że o wiele bardziej realny jest atak ZSRR). Marszałek wydał gen. bryg. Wacławowi Stachiewiczowi wskazówki do opracowania plan operacyjnego „Zachód”, zawierającego przewidywania co do rozwoju sytuacji na wypadek niemieckiej agresji. Nie uzyskał on jednak statusu oficjalnego dokumentu. Podstawową wadą polskiego planu obrony w wojnie z Niemcami była jego mała realność. Formułując go, generalny inspektor nie brał pod uwagę aktualnych możliwości militarno-gospodarczych kraju, lecz życzenia naczelnych władz państwowych i wojskowych. Plan ten powstał w zbyt krótkim czasie, aby mógł zostać dopracowany w szczegółach. Ponadto część jego podstawowych założeń opierała się na przypuszczeniach niepopartych dogłębnymi studiami. Śmigły-Rydz przywiązywał wielkie znaczenie do ofensywy na froncie zachodnim, a jednocześnie niewiele zrobił, aby sojusz z Francją pogłębić i podpisać umowę polityczną, która była podstawowym warunkiem zaangażowania się tego kraju po stronie Polski .
23 marca 1939 r. Śmigły-Rydz zarządził częściową mobilizację alarmową. Nie wprowadził stanu pogotowia wojennego, ponieważ sądził, że miałoby to zgubne skutki dla gospodarki. Dopiero 23 sierpnia zarządzono mobilizację wojska w okręgach korpusów graniczących z Niemcami.

W lipcu 1939 ukazał się wywiad prasowy, którego Śmigły-Rydz udzielił amerykańskiej dziennikarce Mary Heaton Vorse. Stwierdzał w nim m.in.: 

Wyczerpiemy wszystkie metody załatwienia kwestii Gdańska w sposób pokojowy, ale o ile Niemcy trwać będą przy swoich planach Anschlussu, Polska podejmie walkę, nawet gdyby miała się bić sama i bez sojuszników. Cały naród jest zgodny co do tego. Jest on gotów walczyć o niezawisłość Polski do ostatniego mężczyzny i do ostatniej kobiety, bo gdy mówimy, że będziemy się bili o Gdańsk, rozumiemy przez to, że będziemy walczyli o naszą niepodległość .

6 sierpnia marszałek wygłosił na zjeździe legionistów w Krakowie (25. rocznica zbrojnego Czynu Legionów) ostre przemówienie skierowane przeciwko Niemcom. Podkreślił, że Polska nie przewiduje spełnienia żadnego z żądań Hitlera. Wystąpienie odbiło się głośnym echem w Europie i w Stanach Zjednoczonych.

### II wojna światowa

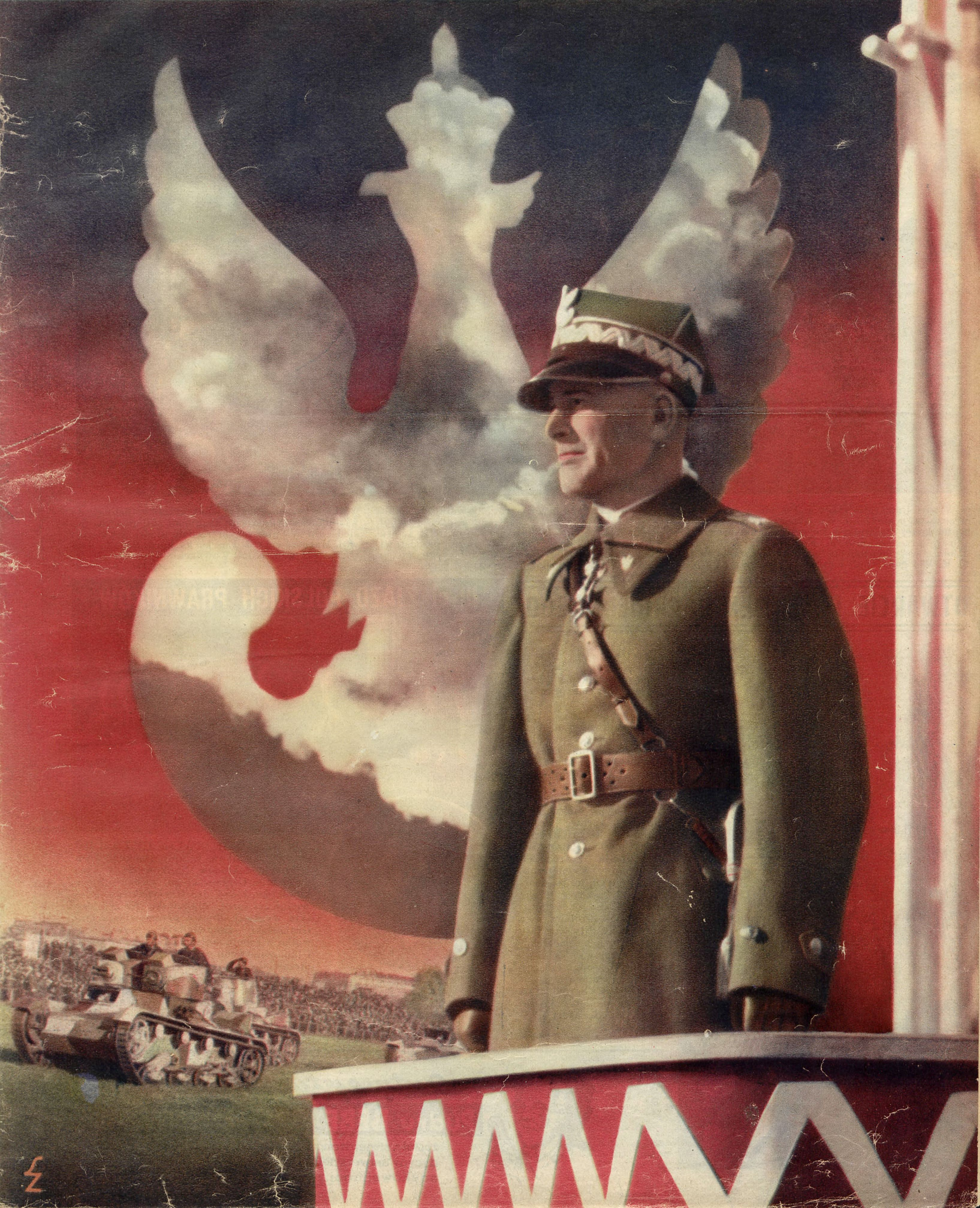
Plakat propagandowy z wizerunkiem marszałka Śmigłego-Rydza

1 września 1939 r., po zaatakowaniu Polski przez III Rzeszę, prezydent Rzeczypospolitej Ignacy Mościcki na podstawie art. 13.2.d konstytucji kwietniowej mianował go Wodzem Naczelnym i wyznaczył, w myśl art. 24 ust. 1 konstytucji następcą prezydenta Rzeczypospolitej na wypadek opróżnienia się urzędu przed zawarciem pokoju. Głowa państwa wezwała także obywateli do skupienia się wokół osoby Śmigłego-Rydza i armii w celu odparcia napaści. Wszystkie partie polityczne zadeklarowały swe poparcie dla Naczelnego Wodza. Ten jednak odrzucił wszystkie propozycje utworzenia rządu ocalenia narodowego, jakie przedkładali mu politycy – poza opozycyjnymi – także sanacyjni. 1 września Śmigły-Rydz wydał rozkaz, w którym oświadczał m.in.: 

Żołnierze, walczycie o istnienie i przyszłość. Za każdy krok zrobiony w Polsce musi wróg drogo zapłacić krwią. (…) Bez względu na długotrwałość wojny i poniesione ofiary ostateczne zwycięstwo będzie należało do nas i do naszych sprzymierzeńców.

Już 2 września wróg przełamał linię frontu pod Pszczyną. Naczelny Wódz zwlekał jednak z wydaniem rozkazu odwrotu. Uczynił to i wycofał Armię „Kraków” dopiero w nocy z 2 na 3 września. Następnego dnia gen. Władysław Bortnowski poinformował go o rozbiciu Armii „Pomorze” i oddał się do dyspozycji Naczelnego Wodza. Śmigły-Rydz popełnił błąd, ponieważ nie zastąpił załamanego psychicznie dowódcy innym oficerem. 4 września do odwrotu została zmuszona Armia „Modlin” rozlokowana na północy Mazowsza. Marszałek obawiał się, że przez powstałą w wyniku tego lukę, Niemcy będą mogli zaatakować Warszawę. Z tego powodu 5 września wydał więc rozkaz wyprowadzenia przeciwnatarcia, które jednak nie udało się i Wehrmacht sforsował Narew. Tego samego dnia wróg przeszedł też linię Warty. Po godzinnej rozmowie telegraficznej z gen. Juliuszem Rómmlem, Śmigły-Rydz zadecydował o konieczności zarządzenia odwrotu również Armii „Łódź”. W tym czasie planował utworzenie dużego ugrupowania obronnego opartego na Wiśle, Dunajcu i Sanie. W wyniku przerwania frontu na Narwi plany te były nieaktualne już w momencie ich opracowania.
7 września ok. godz. 2.00 rano Śmigły-Rydz opuścił Warszawę, przenosząc się do Brześcia (wcześniej przeniesiono tam Kwaterę Główną Naczelnego Wodza). Zarówno problemy w łączności, jak i ogrom klęski uniemożliwiały mu sprawne dowodzenie. Pośpieszne przenosiny spowodowały dodatkowe problemy natury technicznej. Postanowił jednak opracować nowy plan obrony. Założył konieczność skupienia sił w Polsce południowo-wschodniej. Szczególny nacisk kładł na zażegnanie niebezpieczeństwa odcięcia sił polskich od granicy z Rumunią. Dostęp do południowego sąsiada miał zapewniać kontakt z Francją i Wielką Brytanią. Z tego powodu 9 września wydał rozkaz o wycofaniu Armii „Modlin” i SGO „Narew”. Jednocześnie gen. Tadeusz Kutrzeba miał uderzyć w kierunku na Radom i związać część sił nieprzyjaciela, opóźniając jego dalszy pochód. Ten plan powiódł się, Niemcy zostali nieco spowolnieni, co umożliwiło skoncentrowanie sił polskich na południowym wschodzie i przygotowanie obrony Warszawy (na dowódcę jej obrony mianował 8 września gen. Rómmla, co zostało ocenione jako błąd Naczelnego Wodza ). 11 września mianował na dowódcę organizowanej grupy armii, nazywanej Frontem Północnym gen. Stefana Dąb-Biernackiego, byłego dowódcę Armii „Prusy”. Powierzył także gen. Sosnkowskiemu zadanie niedopuszczenia do przekroczenia przez Niemców Sanu, jednak w momencie wydania rozkazu linia Sanu już była utracona. W Brześciu 11 września wydał Wytyczne, w których wzywał do bezwzględnej obrony stolicy Polski. W jego planach Warszawa i Modlin miały stać się ośrodkami oporu w kraju zajętym przez agresora, podczas gdy wojska polskie walczyłyby na „przedmościu rumuńskim” i czekały na pomoc sojuszników, czyli Francji i Wielkiej Brytanii. Ogromny napór ze strony nieprzyjaciela zadecydował jednak o rezygnacji z większości założeń Wytycznych. 13 września Śmigły-Rydz zadecydował wobec tego o odwrocie na „przedmoście”. Wróg jednak odczytał ten plan i do 16 września okrążył dużą część sił zmierzających na południowy wschód. Przez taki obrót wydarzeń, na „przedmościu” znalazły się tylko niewielkie oddziały wojskowe, wraz z rządem, prezydentem i innymi członkami elit władzy . Również 13 września do Wodza Naczelnego dotarł meldunek o przecięciu zasieków po stronie sowieckiej na granicy z Polską co oznaczało ostateczne przygotowania do inwazji. Został on jednak zlekceważony przez Śmigłego-Rydza .

17 września rano do Naczelnego Wodza dotarła informacja o wkroczeniu Armii Czerwonej na tereny państwa polskiego. Pojawiło się pytanie, jak reagować na wejście wojsk radzieckich. Wydał wobec tego dyrektywę ogólną, w której nakazywał wycofywanie się wojsk w kierunku na Węgry i Rumunię i unikania walki z sowieckim najeźdźcą. Śmigły-Rydz zadecydował, że armia gen. Kutrzeby powinna przebić się do Warszawy i pomóc jej w obronie (stolica otrzymała rozkaz obrony do wyczerpania się zapasów amunicji i żywności). Rozkazał też, aby walczyć z żołnierzami ZSRR jedynie w przypadku działań zaczepnych Armii Czerwonej: 

Sowiety wkroczyły. Nakazuję ogólne wycofanie na Rumunię i Węgry najkrótszymi drogami. Z bolszewikami nie walczyć, chyba w razie natarcia z ich strony albo próby rozbrojenia oddziałów. Zadania Warszawy i miast które miały się bronić przed Niemcami – bez zmian. Miasta do których podejdą bolszewicy powinny z nimi pertraktować w sprawie wyjścia garnizonów do Węgier lub Rumunii.

 Wszystkie polskie oddziały znajdujące się na terenach opanowanych przez żołnierzy radzieckich otrzymały rozkaz przejścia do Rumunii. Naczelny Wódz zaznaczył też, że w razie sprzeciwu mają one przejście to wywalczyć. Tego samego dnia o godzinie 16 odbyła się narada, w której udział wzięli Śmigły-Rydz, prezydent Mościcki, premier Składkowski i minister spraw zagranicznych Beck. Marszałek stwierdził, że sytuacja jest beznadziejna i zalecił ewakuację do Rumunii. Sam planował przejść w cywilnym ubraniu do Lwowa, bronionego przez gen. Sosnkowskiego. Później jednak zrezygnował z tego planu. W tym czasie (Wódz Naczelny i rząd przebywali wówczas w Kosowie), ze Śmigłym-Rydzem chciał skontaktować się gen. Władysław Sikorski. Pragnął on ofiarować swą pomoc, by – jako osoba mająca wielu wpływowych znajomych we Francji – ułatwić formowanie armii polskiej w tym kraju. Śmigły-Rydz nie przyjął go jednak, stwierdzając, że może to zrobić dopiero po przekroczeniu granicy z Rumunią. Około godziny 19 Naczelny Wódz zdecydował o tym, że wraz z sześcioma żołnierzami spróbuje przedrzeć się do Stryja. Nie zostało to zrealizowane, ponieważ pobliski Śniatyń zajęła już Armia Czerwona. Wobec tego marszałek podjął decyzję o przekroczeniu granicy polsko-rumuńskiej .

#### W Rumunii
18 września 1939 marszałek Edward Śmigły-Rydz przekroczył granicę z Rumunią, przejeżdżając samochodem w Kutach most graniczny na rzece Czeremosz krótko po północy. Zaraz potem musiał interweniować, gdy żołnierze rumuńscy zaczęli rozbrajać Polaków. Jeszcze raz próbował wrócić do kraju, ale został przekonany m.in. przez Becka, aby tego nie czynił. Został oddzielony od prezydenta i rządu. Głowę państwa przewieziono pociągiem do Bicaz, członkowie gabinetu trafili do Slănic, a marszałek znalazł się 19 września w Krajowej. Tam został internowany, zajmując tzw. pałac Michail, którego strzegły posterunki policji oraz agenci tajnej policji. W wyniku internowania, prezydent Mościcki odwołał decyzję o wyznaczeniu Rydza-Śmigłego następcą prezydenta Rzeczypospolitej. W tym czasie wydał ostatni rozkaz do wojsk, w którym wskazywał na to, że przyczyną klęski było wejście wojsk radzieckich. W dokumencie tym stwierdzał także, że opuścił kraj w celu kontynuowania wojny z pomocą Francji i Wielkiej Brytanii. Wystosował też protest do władz rumuńskich, w sprawie rozbrajania przez nie żołnierzy polskich. W nocy z 26 na 27 września do pałacu przybyło dwóch oficerów: podpułkownik Tadeusz Zakrzewski i pułkownik rezerwy Jan Kowalewski. Mieli oni uzyskać rozkazy dla walczącej Warszawy. Śmigły-Rydz przekazał im rozkaz o treści: 

Do Generała Dywizji Rómmla, Dowódcy Obrony Warszawy. Dziękuję Panu Generałowi oraz wszystkim podległym mu oficerom i żołnierzom za bohaterską obronę Warszawy. Warszawa winna się bronić tak długo, jak starczy żywności i amunicji .

 Dwa dni później władze rumuńskie zabroniły marszałkowi komunikowania się ze środowiskiem polskim. 14 października pod eskortą policji przewieziono go do stacji kolejowej Kimpulung. Stamtąd przewieziono go wraz z kilkoma najbliższymi współpracownikami w Karpaty Południowe, gdzie zamieszkał w willi byłego rumuńskiego premiera Mirona Cristea w wiosce Dragoslavele. W tym czasie nowy prezydent Władysław Raczkiewicz, za pośrednictwem Juliana Piaseckiego, zaproponował Śmigłemu-Rydzowi, aby ten zrzekł się funkcji Naczelnego Wodza. Argumentował to tym, że jako osoba internowana nie mógł sprawnie wykonywać swoich obowiązków. Raczkiewicz wysłał w tej sprawie oficjalny list do marszałka, który w odpowiedzi 27 października 1939 r. zrezygnował z pełnionej przez siebie funkcji Naczelnego Wodza i głównego inspektora Sił Zbrojnych. Do swej rezygnacji dołączył osobisty list do prezydenta, w którym pisał: 

Internowanie moje czyni mnie bezbronnym i wszystkie winy można na mnie zwalać. Daleki jestem od prowadzenia polemiki na temat opinii publicznej i jej żądań. Konstytucyjnie akt mianowania teraz Naczelnego Wodza nie jest konieczny – tym bardziej, że i armia jeszcze niezorganizowana. Więc chodzi o osądzenie mnie. Nie chciałbym utrudniać Panu sytuacji. Dlatego załączam dokument. Proszę zrobić, Panie Prezydencie, z nim to co Panu sumienie wskazuje …

 Prezydent Raczkiewicz zwolnił Śmigłego-Rydza ze stanowiska Naczelnego Wodza i Generalnego Inspektora Sił Zbrojnych dokumentem z 7 listopada 1939 r. Jednocześnie na oba stanowiska powołał gen. Władysława Sikorskiego.

#### Ucieczka, powrót i śmierć

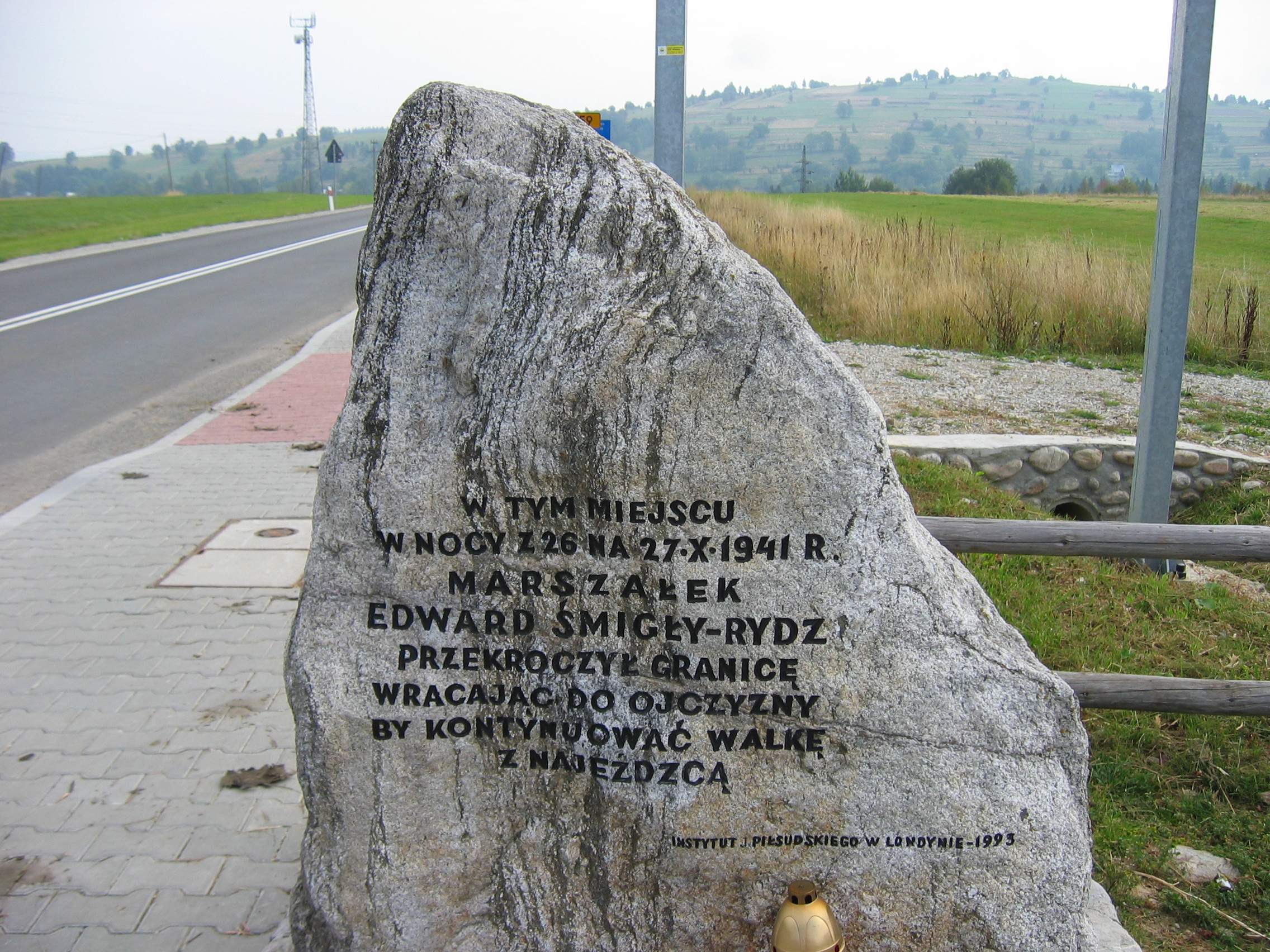
Miejsce przekroczenia granicy przez marszałka Edwarda Śmigłego-Rydza 27 października 1941 w Suchej Górze

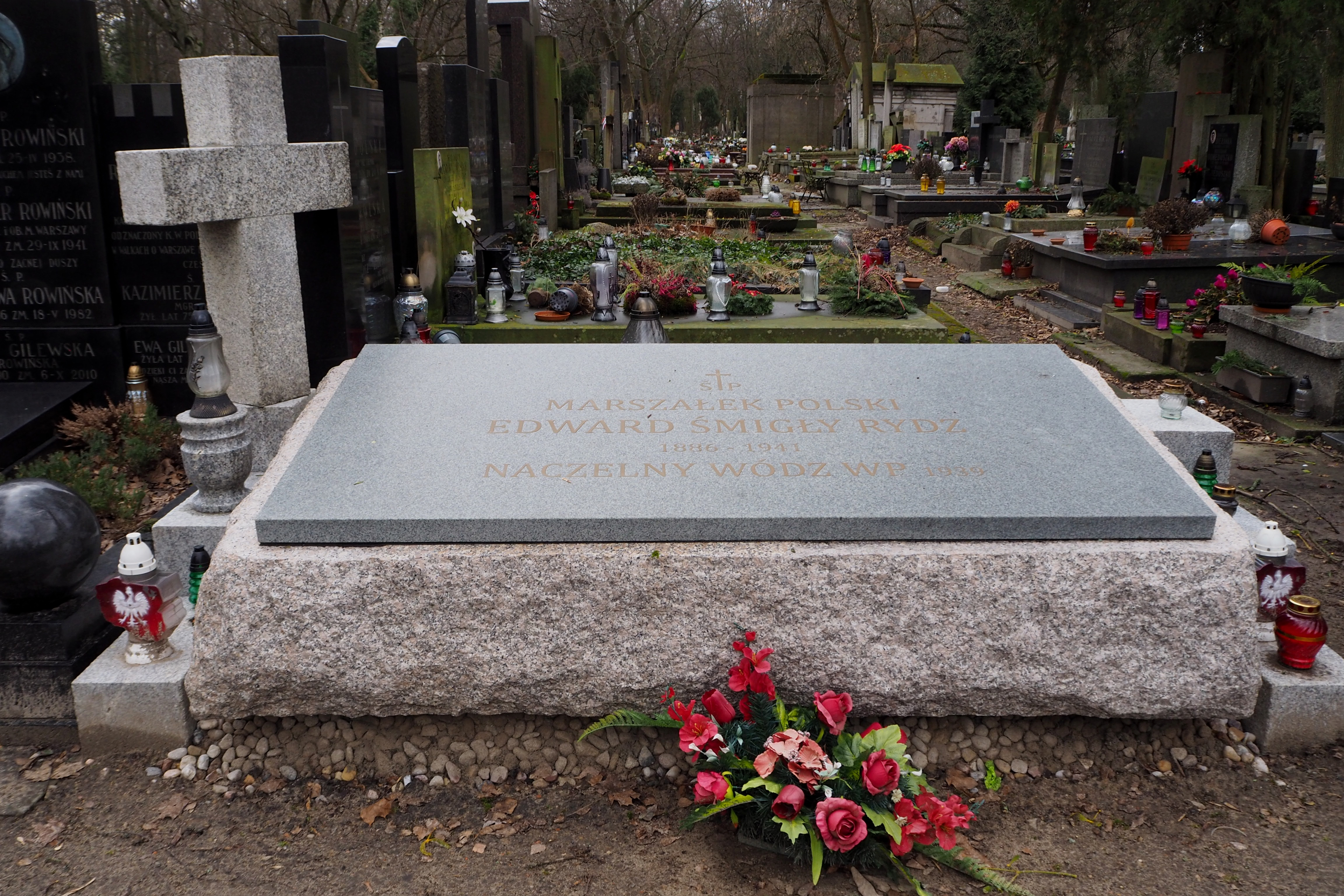
Grób Śmigłego-Rydza na cmentarzu Stare Powązki

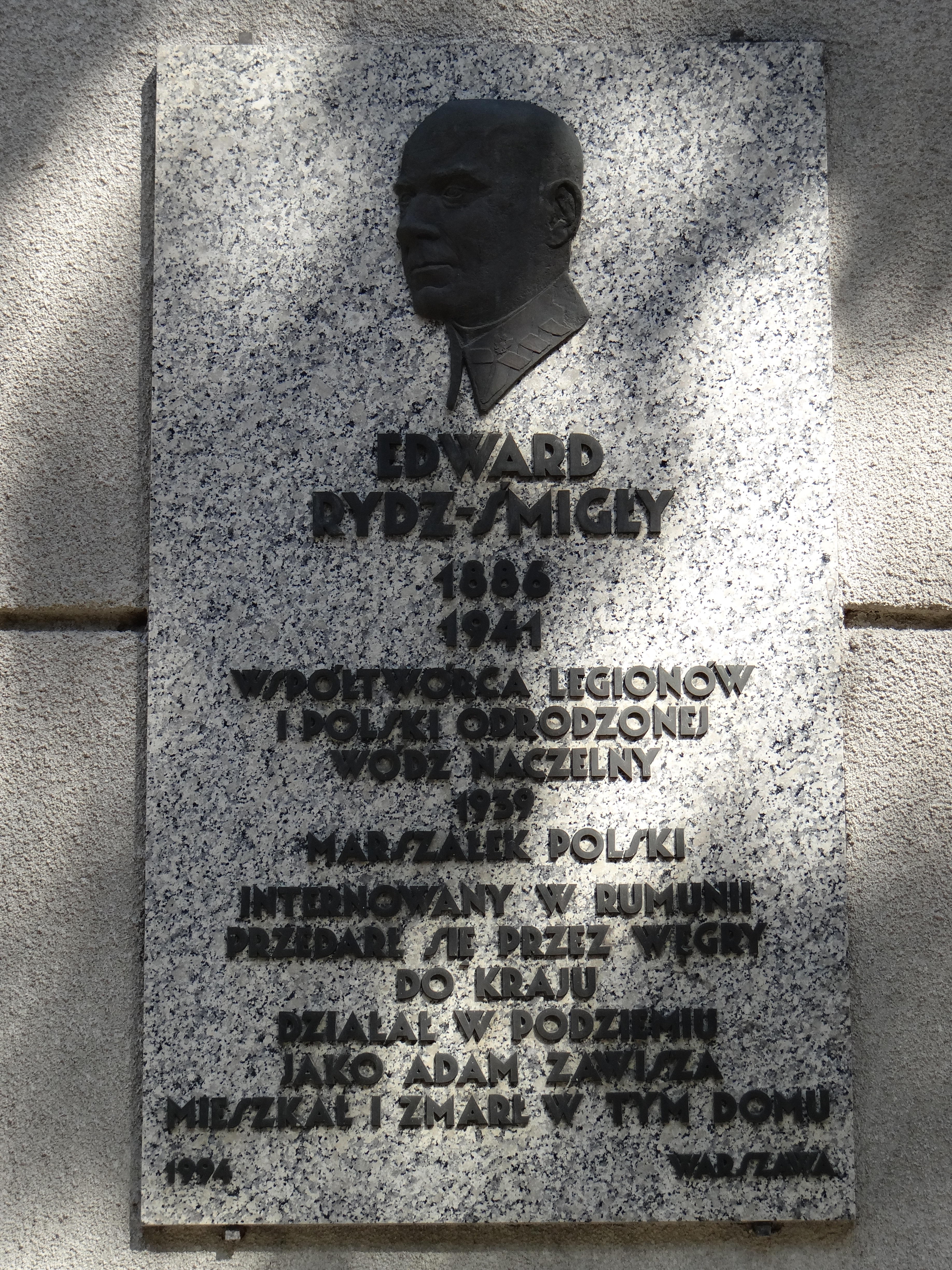
Tablica pamiątkowa na warszawskiej kamienicy przy ul. Sandomierskiej 18 – budynku w którym ukrywał się i zmarł Śmigły-Rydz

Podczas internowania marszałek Śmigły-Rydz planował uciec i przedostać się do okupowanego kraju. W tym celu nawiązał kontakt z ppłk. Romualdem Najsarkiem, który obiecał zorganizować ucieczkę. 10 grudnia 1940 r. marszałek opuścił willę i z pomocą Najsarka przekroczył granicę rumuńsko-węgierską, gdzie czekał na niego Franciszek Barnert, dawny znajomy z POW. Podczas pobytu na Węgrzech, w celu zmylenia wywiadu niemieckiego, podawał się za Stanisława Kwiatkowskiego, profesora ze Lwowa. Przez krótki czas przebywał w Segedynie, później w Budapeszcie w mieszkaniu Franciszka Barnerta. Tam zdobył fałszywe dokumenty na nazwisko Stanisław Rogowski. W tym samym czasie współpracownicy Śmigłego-Rydza kolportowali nieprawdziwe pogłoski, jakoby udał się on do Turcji, a potem do północnej Afryki. Wkrótce potem zdecydowano, że marszałek powinien przenieść się na prowincję. Wybór padł na miasteczko Balatonföldvár, znajdujące się nad brzegami Balatonu. Zamieszkał tam w niewielkim hotelu i wówczas też spotkał się na parę tygodni z partnerką życiową, Martą, która wcześniej opuściła go w Rumunii, udając się do Francji. 8 kwietnia 1941 r. powrócił do Budapesztu, gdzie przebywał w sanatorium.
10 maja opuścił stolicę Węgier i zamieszkał w Szántód (także nad Balatonem, nieopodal Balatonföldvár) w majątku jednego ze swoich znajomych. W tym czasie powrócił do działalności politycznej, planując utworzyć (wzorowaną na POW) podziemną organizację do walki z Niemcami – Obóz Polski Walczącej. Jednocześnie Śmigły-Rydz pragnął powrócić do kraju i walczyć z okupantem, chcąc w ten sposób zrehabilitować się w oczach Polaków, których duża część obwiniała go o porażkę w kampanii wrześniowej.
25 października 1941 r. Edward Śmigły-Rydz wyruszył pociągiem z budapeszteńskiego dworca Keleti. Wysiadł w Rożniawie, gdzie przesiadł się do samochodu. Następnie wraz z kilkoma współpracownikami przejechał pod samą granicę węgiersko-słowacką, którą przekroczył pieszo. Potem samochodem przejechał do Twardoszyna. Granicę przekroczył pieszo w Suchej Górze 27 października 1941 r. Jego przewodnikiem był Stanisław Frączysty, kurier z Chochołowa. W okupowanej Polsce zakonspirowany Śmigły-Rydz przez pewien czas przebywał w Krakowie, 29 października znalazł się w Warszawie, gdzie zamieszkał na Mokotowie pod adresem ul. Sandomierska 18/6, w mieszkaniu Jadwigi Maxymowicz-Raczyńskiej, wdowy po gen. bryg. Włodzimierzu. Planował spotkać się z dowódcą ZWZ-AK Stefanem Roweckim-Grotem. Nie wiadomo, czy do tego doszło. Niepokoił się również o los swojej partnerki życiowej, Marty, która przebywała wówczas w Monte Carlo. Pod koniec listopada marszałek ciężko zachorował. Jeden z lekarzy zdiagnozował u niego chorobę niedokrwienną serca, inny – dolegliwości żołądkowe wywołane nadkwasotą. Chory nie miał apetytu, utrzymywała się również u niego wysoka gorączka. Po chwilowej poprawie stanu zdrowia, Edward Śmigły-Rydz zmarł w nocy z 1 na 2 grudnia 1941 r.  Przyczyną śmierci był atak serca.
Jadwiga Maxymowicz-Raczyńska, zgłosiła policji, że w jej mieszkaniu zmarł Adam Zawisza, który rzekomo był znajomym jej matki. 4 grudnia trumnę ze zwłokami złożono w domu pogrzebowym na cmentarzu Stare Powązki. 6 grudnia odbyło się tam nabożeństwo żałobne, po którym marszałka pochowano. Pogrzeb został zorganizowany przez żołnierzy Związku Walki Zbrojnej, którzy weszli później w skład grupy AK „Baszta” z Mokotowa. Grób Śmigłego-Rydza (kwatera 139-4-1) oznaczony został nazwiskiem Adam Zawisza. Według Jerzego Klimkowskiego do lewej kieszeni marynarki włożono wizytówkę marszałka w celu późniejszej identyfikacji zwłok. Od 1994 r. znajdują się na nagrobku prawdziwe dane zmarłego.
Dariusz Baliszewski twierdzi jednak, że Śmigły-Rydz zmarł w innych okolicznościach: 

Dość powiedzieć, że data jego śmierci – 2 grudnia 1941 r. – jest mistyfikacją. 6 grudnia odbył się pogrzeb na Powązkach, jednak w kwaterze 139 pochowano anonimowego pacjenta ze Szpitala Ujazdowskiego. Rydz-Śmigły zmarł pół roku później. Wyroku na marszałku nie wykonano: jako rozwiązanie zaproponowano mu samobójstwo lub wyjazd z kraju. Odmówił, więc skazano go na niebyt. Po aresztowaniu przez AK w końcu listopada 1941 r. trzymano go w ukryciu w nieludzkich warunkach, w których odnowiła się gruźlica płuc z wczesnej młodości. Ciężko chory trafił wreszcie do sanatorium miejskiego w Otwocku i tam zmarł 3 sierpnia 1942 r.

 Wersję Baliszewskiego poparli częściowo Andrzej Kunert i Marek Gałęzowski. Ustalenie prawdziwego przebiegu wydarzeń jest o tyle trudne, że zdaniem Baliszewskiego, tajny pamiętnik marszałka Śmigłego zgodnie z jego ostatnim życzeniem trafić miał do Nicei, do rąk partnerki życiowej, Marty. Przewieźć go miał z Warszawy wraz z innymi pamiątkami po Śmigłym oficer z jego kancelarii cywilnej Michał Ejgin. W 1951 r. po morderstwie partnerki wszystkie dokumenty, listy i zdjęcia zaginęły. 15 listopada 2021 roku na zlecenie IPN ekshumowano zwłoki marszałka celem przeprowadzenia badań, które potwierdzą jego tożsamość.

## Kontrowersje
Edward Śmigły-Rydz jest postacią kontrowersyjną, często negatywnie ocenianą ze względu na decyzje podejmowane przez niego podczas wojny obronnej 1939 r. Niektóre z zarzutów kierowanych pod adresem marszałka:
- Będąc pomysłodawcą powołania Obozu Zjednoczenia Narodowego, Śmigły-Rydz miał (zwłaszcza zdaniem środowisk lewicowych) rozpocząć proces stopniowej faszyzacji kraju. OZN przejął część nacjonalistycznych ideałów endeckich, a w swoim programie zawarł treści antysemickie. Andrzej Chojnowski pisze jednak na ten temat: Przejmowanie wzorców myślenia nacjonalistycznego uwidaczniało się głównie we frazeologii, przy czym zapożyczone od Narodowej Demokracji slogany przeplatały się z zapewnieniami o respektowaniu praw innych narodowości. Także idea „wodza” w sanacyjnym wydaniu – jako człowieka odpowiedzialnego za całokształt obrony państwa – była rozumiana pragmatycznie i daleko odbiegała od wizerunku przywódcy w faszyzmie włoskim i nazizmie, gdzie liczyła się magnetyczna siła charakteru Duce oraz Führera, upodobniająca ich do proroków. Na takiego proroka Rydz-Śmigły, człowiek w obejściu raczej skromny, ze skłonnością do mówienia „pięknych i płytkich frazesów”, unikający za to wypowiadania się w sprawach, „które przerastały jego inteligencję”, zupełnie się nie nadawał[88].
- Śmigły-Rydz oskarżany jest również o to, że poprzez poparcie planu zajęcia Zaolzia pomógł Hitlerowi w prowadzeniu jego agresywnej polityki, przez co sam przyspieszył moment wybuchu konfliktu zbrojnego z Niemcami. Dzięki utworzeniu Protektoratu Czech i Moraw, III Rzesza uzyskała także możliwość przeprowadzenia ataku na Polskę z południa[6] . Prezydent Czechosłowacji Edvard Beneš pisał do Władysława Sikorskiego, że fakt, iż Polska uchyliła się od porozumienia z Czechosłowacją w 1938 r., które kilkakrotnie proponowałem, iż na swój rozpaczliwy list zamiast odpowiedzi płk Beck przysłał mi ultimatum i kilka dywizji na naszą granicę, zdecydowało o tym, że Czechosłowacja nie podjęła wojny z Niemcami[89]. Nadmienić należy, że relacje polsko-czechosłowackie już u zarania polskiej niepodległości były bardzo napięte ze względu na aneksję Zaolzia, dokonaną przez Czechosłowację[90].
- Śmigły-Rydz obwiniany jest też często o samobójczą śmierć Walerego Sławka. Marszałek, działając w porozumieniu z prezydentem Mościckim doprowadził do zmarginalizowania znaczenia tego polityka w obozie rządzącym. 2 kwietnia 1939 r. Sławek strzelił sobie w usta, co spowodowało jego śmierć następnego dnia. W jego pogrzebie brał udział Śmigły-Rydz. Gdy trumnę zdejmowano z katafalku, najbliżsi przyjaciele Sławka otoczyli ją, nie dopuszczając do niej marszałka, którego obwiniali o śmierć byłego premiera[91].
- Twierdzenie o nieprawidłowym planie obrony przed agresją niemiecką autorstwa marszałka. Zakładał on jak najdłuższą obronę, a szans na zwycięstwo upatrywał we włączeniu się do wojny Francji i Wielkiej Brytanii. Od samego początku jednak Polska zmuszona była do obrony całymi posiadanymi przez siebie siłami, co nie przyczyniło się do przedłużenia kampanii wrześniowej. Ponadto plan obrony nie został prawidłowo wdrożony w życie. Nie był on w pełni znany Sztabowi Generalnemu. Marszałek stworzył również swoistą atmosferę tajemnicy otaczającą plan. Kolejnym błędem popełnionym podczas kampanii wrześniowej ma być również nadmierna centralizacja dowodzenia – brakowało organizacyjnych dowództw grup armii (frontów), a zbyt mało było dowództw grup operacyjnych (korpusów). W efekcie tego, gdy Naczelny Wódz stracił łączność z oddziałami, nie mógł nimi dowodzić, co doprowadziło do dezorganizacji[92].
- Zwraca się również uwagę na decyzje personalne marszałka podczas kampanii wrześniowej. Gen. Kazimierz Sosnkowski pozostawał poza walką aż do 10 września, podczas gdy skompromitowani w początkowej fazie wojny gen. Stefan Dąb-Biernacki i gen. Kazimierz Fabrycy dowodzili poważnymi siłami. Podobnie było także z wieloma innymi generałami, faworyzowanymi przez Śmigłego-Rydza ze względu na ich legionową przeszłość, którzy zawiedli podczas wojny obronnej 1939 r. (Władysław Bortnowski, Czesław Młot-Fijałkowski, a także niemający pochodzenia legionowego Juliusz Rómmel)[92].
- Śmigłemu-Rydzowi zarzuca się także, że zlekceważył sygnały mówiące o tym, że po rozpoczęciu wojny z Niemcami od wschodu może zaatakować Związek Radziecki. Po wkroczeniu Armii Czerwonej, marszałek wydał rozkaz, w którym nakazał unikanie walki z Sowietami. Jak pisze Dariusz Baliszewski: Być może niewielu z nas zdaje sobie sprawę z tego, że ten nieszczęsny rozkaz miał obowiązywać w gruncie rzeczy przez całą wojnę, stawiając sprawę polską w bardzo trudnej sytuacji. Oto bowiem fakt nieogłoszenia stanu wojny zwolnił naszych sojuszników z jakichkolwiek zobowiązań w tej sprawie wobec strony polskiej. (…) W dyskusji o tym dziwnym rozkazie Śmigłego, przez wielu historyków uważanym za największy błąd naszej wojennej polityki, pada także pytanie bez odpowiedzi: czy oto gdybyśmy ogłosili stan wojny między Polską i Rosją Sowiecką, czy wówczas nasi oficerowie, jeńcy wojenni, a nie internowani, trafiliby pod zbrodniczą opiekę NKWD? Czy zdarzyłby się w naszej historii tragiczny rozdział katyński? W polskiej tradycji wydarzenia 17 września 1939 r. zostały zapisane przez zbiorową pamięć Polaków jako „nóż w plecy” wbity przez Rosję. Dzisiaj wszystkie badania historyków wydają się tę ocenę potwierdzać[70]. Baliszewski twierdzi, że Naczelny Wódz powinien był wypowiedzieć wojnę ZSRR. Art. 18 pkt. f konstytucji kwietniowej stanowił jednak, że była to prerogatywa prezydencka[93]. Zdaniem prof. Wiesława Wysockiego dyrektywa Naczelnego Wodza sensu stricto nie była rozkazem; zauważył także, że z ostatniego rozkazu Śmigłego-Rydza wynika, że Polska była w stanie wojny z ZSRR. Z kolei prof. Janusz Odziemkowski decyzję Naczelnego Wodza uznaje w pewnym sensie za słuszną, gdyż pozwoliła ona uratować część polskich oddziałów, które nie miałyby szansy walki na dwa fronty[94].
- Przekroczenie granicy polsko-rumuńskiej w nocy z 17 na 18 września 1939 r. postrzegane jest przez wielu jako opuszczenie walczących wojsk polskich przez Naczelnego Wodza, co jest zachowaniem niegodnym dowódcy[3]. W tym momencie broniła się jeszcze Warszawa, jak również oddziały stacjonujące w Modlinie, na Helu i we Lwowie[19]. Historyk Paweł Wieczorkiewicz inaczej ocenia decyzję marszałka: Trzeba być człowiekiem zupełnie nieznającym historii Polski, aby widzieć w niej coś złego. To samo zrobił w 1809 i później w 1813 książę Józef Poniatowski, a w 1831 naczelny wódz powstania listopadowego. Gdy walka militarna nie ma szans, trzeba opuścić kraj i próbować kontynuować ją gdzie indziej. Warto zwrócić uwagę, że w PRL kłamliwie nie łączono wyjścia naczelnego wodza z atakiem sowieckim. Przedstawiano to jako ucieczkę, a nie tak, jak było w rzeczywistości, reakcję na 17 września. Stalin marzył o złapaniu Mościckiego, Rydza czy Becka i należało zrobić wszystko, żeby do tego nie dopuścić. Mam tylko jedno zastrzeżenie do naczelnego wodza, który się wahał, co ma robić. Wracać do okupowanej Warszawy i walczyć do końca czy też, na co namawiali go wszyscy, wyjechać. Chociaż opuścił kraj później niż Mościcki i rząd, to powinien był to zrobić jeszcze później. Proponowano mu, i to było genialne, żeby przekroczył granicę z karabinem w ręku, ostrzeliwując się symbolicznie nadciągającym oddziałom sowieckim. Byłby to piękny czyn i myślę, że wtedy nikt nie mógłby mieć do niego nawet cienia pretensji[95].

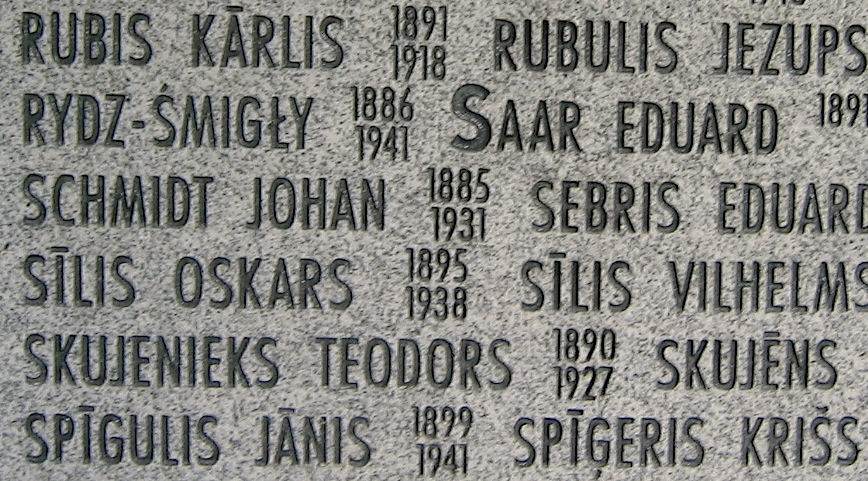
Nazwisko Edwarda Rydza-Śmigłego pośród kawalerów Orderu Pogromcy Niedźwiedzia we wnętrzu kaplicy tego orderu na cmentarzu Braterskim w Rydze

## Wywód genealogiczny
| 4. Sebastian Rydz        |  |                             |  |  |                       |
|                          |  | 2. Tomasz Rydz (zm. 1888)   |  |  |                       |
| 5. Józefina Kowalczewska |  |                             |  |  |                       |
|                          |  |                             |  |  | 1. Edward Śmigły-Rydz |
| 6. Jan Babiak            |  |                             |  |  |                       |
|                          |  | 3. Maria Babiak (1867–1896) |  |  |                       |
| 7. Katarzyna Klecor      |  |                             |  |  |                       |
|                          |  |                             |  |  |                       |

Źródło: 

## Ordery i odznaczenia
- Order Orła Białego (10 listopada 1936)[32][97][98]
- Krzyż Komandorski Orderu Wojskowego Virtuti Militari (24 listopada 1922)[32][29][99]
- Krzyż Srebrny Orderu Wojskowego Virtuti Militari (1920)[32][28][100]
- Wielka Wstęga Orderu Odrodzenia Polski (10 listopada 1928)[101][102][103]
- Krzyż Komandorski z Gwiazdą Orderu Odrodzenia Polski (7 listopada 1925)[104][105]
- Krzyż Komandorski Orderu Odrodzenia Polski (29 grudnia 1921)[32][106][107][108]
- Krzyż Niepodległości z Mieczami (6 listopada 1930)[32][109][110]
- Krzyż Walecznych (czterokrotnie, po raz pierwszy w 1921, po raz 2, 3, 4 w 1923)[32][111][112]
- Złoty Krzyż Zasługi (17 marca 1930)[32][113]
- Krzyż Zasługi Wojsk Litwy Środkowej[32][114]
- Medal Pamiątkowy za Wojnę 1918–1921[32]
- Medal Dziesięciolecia Odzyskanej Niepodległości[32]
- Medal za Długoletnią Służbę (1938)[115]
- Odznaka Pamiątkowa Generalnego Inspektora Sił Zbrojnych (12 maja 1936)
- Krzyż Siedemdziesięciolecia Powstania Styczniowego (1933)[116]
- Złota Odznaka Honorowa Ligi Obrony Powietrznej i Przeciwgazowej I stopnia[117]
- Wielka Wstęga Orderu Wschodzącego Słońca (Japonia, 1937)[32][118][119]
- Wielka Wstęga Orderu Legii Honorowej (Francja, 1936)[32][120]
- Wielki Oficer Orderu Legii Honorowej (Francja, 1929)[121]
- Komandor Orderu Legii Honorowej (Francja, 1921)[32][122]
- Krzyż Wielki Orderu Korony Rumunii (Rumunia)[32]
- Krzyż Wielki Orderu Gwiazdy Rumunii (Rumunia)
- Krzyż Wielki Orderu Wiernej Służby (Rumunia, 1936)[123]
- Krzyż Wielki Orderu Zasługi (Węgry)
- Krzyż Wielki Orderu Orła Białego (Serbia)
- Krzyż Wielki Orderu św. Sawy (Jugosławia, 1929)[124][32]
- Krzyż Wielki Orderu Korony Włoch (Włochy)
- Order Pogromcy Niedźwiedzia II klasy (Łotwa, 1921)[32][125][126]
- Order Pogromcy Niedźwiedzia III klasy (Łotwa, 1922)[127]
- Order Trzech Gwiazd I klasy (Łotwa)[32]
- Order Krzyża Wolności I kategorii II klasy (Estonia, 1925)[32][128][129]
- Order Krzyża Wolności I kategorii III klasy (Estonia, 1922)[130]
- Order Krzyża Orła I klasy (Estonia, 1932)[131]
- Order Gwiazdy Białej I klasy (Estonia, 1938)[132]
- Krzyż Wojenny za Męstwo Wojskowe (Włochy)
- Krzyż Żelazny II klasy (Prusy, 1916)[133][134]
- Order Korony Żelaznej III klasy z dekoracją wojenną (Austro-Węgry, 1916)[135]
- Medal 10 Rocznicy Wojny Niepodległościowej (Łotwa)[136][32]
- Medal Ochotników Wojennych (Włochy, 1936)[137]
- The Military Order of Pulaski (Stany Zjednoczone, 1938)[138]
- Odznaka Legionu Amerykańskiego (Stany Zjednoczone, 1938)[139].

## Wyróżnienia

### Tytuły doktora honoris causa
- Uniwersytetu Stefana Batorego w Wilnie – 20 maja 1937[140]
- Politechniki Warszawskiej – 11 października 1938[141]
- Uniwersytetu Jana Kazimierza we Lwowie – 10 października 1938[142][143]
- Uniwersytet Józefa Piłsudskiego w Warszawie – 20 października 1938[144]

### Tytuły honorowego obywatelstwa
- Grodna – styczeń 1936[145]
- Brzeżan – 9 czerwca 1936[146][147]
- Rzeszowa – 23 lipca 1936[148]

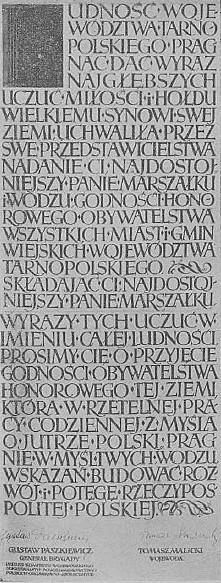
Akt hołdowniczy miast i gmin wiejskich woj. tarnopolskiego dla Edwarda Śmigłego-Rydza (1939)

- Nowego Sącza – 3 października 1936[149][150]
- Kielc – 11 listopada 1936[151][152]
- Brodów – listopad 1936[153]
- Łańcuta – 11 listopada 1936[154]
- Kowla – marzec 1937[155]
- Kozowej – marzec 1937[156]
- Grudziądza – 1938[157]
- Włoszczowy – 1937[158]
- powiat brzeżański (w tym dziesięć gmin) – marzec 1937[159][160]
- Krotoszyna – 8 czerwca 1937
- Gminy Sławków – 23 lipca 1937[161]
- Sandomierza – 25 lub 26 lipca 1937[162][163]
- Gminy Styków – 26 lipca 1937[164]
- Sosnowca (z jednoczesnym ustanowieniem ulicy imienia Marszałka Śmigłego-Rydza) – 30 lipca 1937[165]
- gmin powiatu olkuskiego – sierpień 1937[166]
- gmin powiatu sandomierskiego[167]
- gminy Bliżyn – 3 sierpnia 1938[168]
- Bydgoszczy – 12 września 1937[169]
- Włocławka – 14 września 1937[170]
- Wejherowa – 17 października 1937[171]
- Kołomyi – 11 listopada 1937[172]
- Czeladzi – 1937[173]
- Czortkowa – luty 1938[174]
- Złoczowa – luty 1938[175]
- gminy Biała – marzec 1938[176]
- gminy Skałat Stary – marzec 1938[177]
- Podwołoczysk – marzec 1938[178]
- Podhajec, powiatu podhajeckiego i tamtejszych 12 gmin zbiorowych[179]
- gmin powiatu brasławskiego – marzec 1938[180]
- Zaleszczyk – 10 marca 1938[181]
- Borszczowa, Mielnicy, Skały i okolicznych gmin wiejskich oraz gmin wiejskich w obrębie Tarnopola – marzec 1938[182]
- Zbaraża – 26 marca 1938[183]
- Tarnopola – maj 1938[184]
- Torunia – 28 maja 1938[185]
- Wilna – 1938[186]
- miast i gmin województwa wołyńskiego – 20 września 1938[187]
- Łasina – 14 października 1938
- Przeworska – 21 grudnia 1938[188]
- Ciechanowa – 1938[189]
- Jarosławia, Gminy Frysztak, Gminy Szczawne, Rymanowa – 13 stycznia 1939[190][191]
- Sanoka – styczeń 1939[192]
- Jasła – 31 stycznia 1939[193]
- Gminy Bircza (pocz. 1939)[194]
- Gminy powiatu brzozowskiego (pocz. 1939)[194]
- Lubaczowa – 1939[195]
- Drohobycza – 1939[196]
- Nowogródka – 1939[196]
- Wieliczki – 1939[196]
- Mostów Wielkich – 1939[196]
- powiatu mińsko-mazowieckiego – 1939[197].
- miast i gmin wiejskich województwa tarnopolskiego – 1939[198]

### Inne
- Tytuł członka honorowego Związku Byłych Ochotników Armii Polskiej (1936)[199]
- Tytuł Pierwszego Członka Honorowego YMCA (1937)[200]

### Upamiętnienie
- W listopadzie 1936 roku Rada Miasta Brody podjęła uchwałę o przemianowaniu ulicy Jurydyki na ulicę Marszałka Edwarda Śmigłego-Rydza[201].
- W 1937 imieniem Marszałka Edwarda Śmigłego-Rydza zostało nazwane jego macierzyste Państwowe Gimnazjum w Brzeżanach[202].
- W latach 1937–1939 Poczta Polska wprowadziła do obiegu pocztowego następujące znaczki z wizerunkiem Marszałka Edwarda Śmigłego-Rydza: w 1937 – znaczki o numerze katalogowym 298 o wartości 25 gr. i o numerze 299 o wartości 55 gr. (wydanie obiegowe) oraz o numerze katalogowym 300 o wartości 25 gr. (Wizyta króla Rumunii w Polsce). W 1938 – znaczek o numerze katalogowym 326 o wartości 25 gr. (20. rocznica odzyskania niepodległości). W 1939 – znaczek o numerze katalogowym 338 o wartości 25 gr.(25. rocznica wymarszu Legionów)[203].
- W lutym 1939 roku, z inicjatywy działaczy Związku Młodej Polski, imieniem Marszałka Edwarda Śmigłego-Rydza został nazwany Dom Akademicki przy ul. Snopkowskiej 22 we Lwowie[204][205].
- Jedną z ulic w przyłączonym do Polski Czeskim Cieszynie (obecnie ulica Střelniční (Strzelnicza)) nazwano imieniem Edwarda Śmigłego-Rydza[206].
- 25 września 1937, Most żelazny we Włocławku został oficjalnie otwarty przez marszałka Edwarda Śmigłego-Rydza i od tamtej pory nosi jego imię[207].
- Powstała w okolicach Zaleszczyk w wyniku parcelacji osada została za zgodą Marszałka Śmigłego-Rydza nazwana Śmigłowo w 1939[208].
- W 1991 dawną, dwupasmową ulicę Promińskiego w Łodzi przemianowano na aleję marsz. Edwarda Śmigłego-Rydza[209].
- W 2018 r. Poczta Polska wydała w nakładzie 100 tys. sztuk należący do serii „Pierwsze dni niepodległości” i zaprojektowany przez Andrzeja Gosika znaczek pocztowy o nominale 2,60 zł upamiętniający Edwarda Śmigłego-Rydza[210].

Postać Edwarda Rydza-Śmigłego pojawia się w serialach Tajemnica Enigmy (1980) w reżyserii Romana Wionczka oraz serialu Polonia Restituta (1983) w reżyserii Bohdana Poręby. W rolę tę wcielili się aktorzy Jerzy Ziarnik i Eugeniusz Kujawski.
Marszałkowi Edwardowi Rydzowi-Śmigłemu poświęcono filmy dokumentalne Powrót Śmigłego (1998) oraz Rydz Śmigły. Szkic do portretu ostatniego (1991).